# Fußball-Weltmeisterschaft 1974
Die Endrunde der Fußball-Weltmeisterschaft 1974 war die zehnte Ausspielung dieses bedeutendsten Turniers für Fußballnationalmannschaften und fand vom 13. Juni bis zum 7. Juli 1974 in der Bundesrepublik Deutschland und West-Berlin statt.
Die Bundesrepublik Deutschland gewann das Turnier mit einem 2:1-Sieg über die Niederlande im Finale von München und wurde damit zum zweiten Mal, nach 1954, Fußballweltmeister – als erster Weltmeister, der auch aktueller Europameister war, welches erst die spanische Fußballnationalmannschaft 2010 wiederholen konnte. Den dritten Platz belegte die Mannschaft Polens, die mit Grzegorz Lato, der während des Turniers sieben Tore erzielte, den Torschützenkönig stellte. Titelverteidiger Brasilien wurde Vierter, der Vizeweltmeister von 1970, Italien, schied bereits in der ersten Runde aus.

## Vergabe
Nach mehreren erfolglosen Bewerbungen erhielt die Bundesrepublik Deutschland am 6. Juli 1966 während des FIFA-Kongresses in London den Zuschlag für die Austragung der Weltmeisterschaft 1974. Das Votum war einstimmig. Die unterlegenen Mitbewerber Argentinien und Spanien gingen nicht leer aus: Argentinien bekam die Ausrichtung der WM 1978 und Spanien die der WM 1982 zugesprochen. Spanien hatte somit fast 16 Jahre Zeit, um sich vorzubereiten – so viel wie noch kein anderer Veranstalter.
Bereits drei Monate zuvor, am 16. April 1966, hatte München den Zuschlag für die Olympischen Spiele 1972 erhalten. Das Jahr 1966 bedeutete somit einen Durchbruch für die bundesdeutsche Sportdiplomatie, da 21 Jahre nach Ende des Zweiten Weltkriegs und der nationalsozialistischen Herrschaft ein deutscher Staat wieder für würdig befunden wurde, die beiden bedeutendsten internationalen Sportveranstaltungen auszurichten.

## Spielorte
Die Spiele der Weltmeisterschaft wurden in neun Stadien in neun verschiedenen Städten der Bundesrepublik Deutschland einschließlich West-Berlin ausgetragen.
- Hamburg: Im für 17 Millionen DM umgebauten Volksparkstadion fanden drei Erstrundenspiele statt. Die Heimat des Hamburger SV bot Platz für 65.000 Zuschauer, davon 28.000 Sitzplätze. Die drei Spiele sahen insgesamt 130.500 Zuschauer, im Schnitt 43.500. Die meisten hatte das historische Duell der beiden deutschen Mannschaften: 60.200; Dagegen wollten nur 17.000 Zuschauer das Spiel der DDR gegen Australien sehen.
- West-Berlin: Das für die Olympischen Sommerspiele 1936 errichtete Olympiastadion, die Heimstätte von Hertha BSC, war mit 85.000 Plätzen, davon 61.800 Sitzplätzen, das größte deutsche Stadion während der WM 1974. In dem für 25 Millionen DM umgebauten Stadion fanden drei Spiele der ersten Finalrunde statt. Insgesamt sahen 126.800 Zuschauer die drei Spiele, im Schnitt 42.267. Die meisten (81.100) kamen zum Auftaktspiel der Mannschaft der Bundesrepublik gegen Chile, das damit das bestbesuchte Spiel der WM war. Das Spiel Australien – Chile wollten dagegen nur 17.400 sehen.
- Hannover: Im Niedersachsenstadion von Hannover 96 fanden zwei Spiele der ersten Finalrunde und zwei Spiele der zweiten Finalrunde statt. Das 60.400 Besucher fassende Stadion mit 40.850 Sitzplätzen wurde für die Weltmeisterschaft für 26 Millionen DM umgebaut. Insgesamt sahen 167.763 die vier Spiele, im Schnitt 41.941. Die wenigsten Zuschauer kamen mit 13.400 in der 1. Finalrunde zum Spiel Bulgarien – Uruguay. Mit 59.863 Zuschauern war das Stadion in der 2. Finalrunde beim Spiel Brasilien – DDR fast ausverkauft, wobei viele Zuschauer ihre Karten in der Erwartung, dort die Mannschaft der Bundesrepublik zu sehen, gekauft hatten.
- Gelsenkirchen: Das für 55 Millionen DM neu errichtete Parkstadion war die Heimat des Fußballklubs FC Schalke 04. Die 70.000 Zuschauer fassende Spielstätte mit 36.000 Sitzplätzen war Austragungsort von zwei Spielen der ersten und drei Spielen der zweiten Finalrunde. Insgesamt 247.050 Zuschauer sahen die fünf Spiele, im Schnitt 49.410. Die meisten (68.348) – insbesondere aus den Niederlanden, aber auch der Bundesrepublik, da mit einem Spiel gegen den westlichen Nachbarn gerechnet wurde – kamen zum Spiel der DDR gegen die Niederlande. Dagegen wollten nur 31.700 Zuschauer das Spiel der Jugoslawen gegen Zaire sehen, von denen die meisten jugoslawische Gastarbeiter waren.
- Dortmund: In dem für 33 Millionen DM neu errichteten Westfalenstadion – der Heimat von Borussia Dortmund, die zu jener Zeit in der 2. Liga spielte – fanden 53.600 Zuschauer Platz (16.500 Sitzplätze). Das einzige WM-Fußballstadion ohne Laufbahn unterschritt die Mindestanforderung von 60.000 Plätzen, konnte jedoch mit einer Überdachung von circa 90 Prozent der Zuschauerplätze aufwarten. Das kleinste Stadion der Weltmeisterschaft von 1974 war Austragungsort von drei Spielen der ersten und einem Spiel der 2. Finalrunde. Insgesamt 187.700 Zuschauer, der überwiegende Teil aus den Niederlanden, deren Mannschaft dreimal in Dortmund spielte, sahen die vier Spiele, ein Schnitt von 46.925 Zuschauern. Während nur 27.000 Zuschauer Zaire gegen Schottland sehen wollten, kamen zu den drei Spielen der Niederländer jeweils mehr als 53.000 Zuschauer.
- Düsseldorf: Das Rheinstadion von Fortuna Düsseldorf war Austragungsort zweier Erstrunden- und dreier Zweitrundenbegegnungen. Die 70.100 Zuschauer fassende Spielstätte, darunter 31.600 Sitzplätze, wurde vor dem WM-Turnier für 24 Millionen DM umgebaut. 228.585 Zuschauer kamen zu den fünf Spielen, im Schnitt 45.717. Zum ersten Spiel, bei dem Schweden und Bulgarien aufeinandertrafen, kamen nur 23.800 Zuschauer. Die beiden Spiele der Bundesrepublik in der zweiten Finalrunde gegen Jugoslawien und Schweden sahen 67.385 bzw. 67.800 Zuschauer.
- Frankfurt am Main: Im Waldstadion fand am 13. Juni 1974 das Eröffnungsspiel zwischen Brasilien und Jugoslawien statt. Daneben wurden im Stadion, in dem die Frankfurter Eintracht ihre Heimspiele austrägt, zwei weitere Spiele der ersten Finalrunde und zwei Spiele der zweiten Finalrunde ausgetragen. Das für 27 Millionen DM umgebaute Stadion mit 29.200 Sitzplätzen fasste 62.200 Besucher. Insgesamt kamen 300.000 Zuschauer und damit die meisten zu den fünf Spielen nach Frankfurt, im Schnitt 60.000. Dreimal waren es 62.000: Beim Eröffnungsspiel zwischen Brasilien und Jugoslawien, dem Spiel Schottland – Brasilien und der Wasserschlacht von Frankfurt.
- Stuttgart: Das Neckarstadion, Heimat des VfB Stuttgart, war Schauplatz dreier Erstrunden- und eines Zweitrundenspiels. Das für 22 Millionen DM umgebaute Stadion bot 72.200 Plätze, davon 34.400 Sitzplätze. Die vier Spiele sahen insgesamt 217.855 Zuschauer, im Schnitt 54.464. Das Spiel Polen – Argentinien, eine der besten Partien der WM, wollten nur 32.700 sehen, dagegen kamen zweimal 70.100 Zuschauer – vorwiegend italienische Gastarbeiter – zu den Spielen ihrer Mannschaft gegen Argentinien und Polen.
- München: In dem für die Olympischen Sommerspiele 1972 errichteten Olympiastadion fanden drei Spiele der Vorrunde sowie das Spiel um Platz drei und das Finale statt. Das Stadion, in dem der FC Bayern München seine Heimspiele austrug, hatte durch provisorische Zusatztribünen eine Kapazität von nominell 76.000 Zuschauerplätzen, wovon 44.200 Sitzplätze waren. Die fünf Spiele wurden dort von insgesamt 259.500 Zuschauern besucht, was einen Zuschauerschnitt von 51.900 ergibt. Das Stadion war dabei zu den beiden Spielen von Haiti gegen Argentinien und gegen Polen nur jeweils zu rund einem Drittel belegt, während es zu den beiden Finalspielen mit 74.100 bzw. 75.200 Zuschauern fast völlig gefüllt war.

## Qualifikation
Die Bewerbungsfrist zur Teilnahme an der Qualifikation zur Fußball-Weltmeisterschaft 1974 endete am 30. Juni 1971. Die Auslosung der Qualifikationsgruppen fand am 17. Juli 1971 in Düsseldorf statt. Von 99 gemeldeten Nationen waren zwei direkt für die Endrunde qualifiziert. Nachdem sieben Mannschaften ihre Teilnahme zurückgezogen hatten, nahmen schließlich 90 an der Qualifikation teil. Neben dem amtierenden Weltmeister Brasilien und Gastgeber Deutschland, die automatisch zur Teilnahme am Turnier berechtigt waren, konnten sich 14 weitere Mannschaften für die WM-Endrunde qualifizieren.
Überraschend dabei war insbesondere das Ausscheiden Englands gegen Polen, womit bei der Weltmeisterschaft 1974 ein früherer Weltmeister fehlte. Zum wiederholten Male setzte sich auch Bulgarien durch, diesmal gegen Portugal, dessen große Zeit und die von Eusébio endgültig vorbei war. Etwas unerwartet schied in der Qualifikation auch Spanien gegen Jugoslawien aus und Mexiko belegte in der Qualifikationsrunde hinter Haiti und Trinidad und Tobago nur den dritten Platz. Neben den Fußballern der Karibik schafften erstmals auch die DDR, Australien und Zaire, als erstes südlich der Sahara gelegene Land überhaupt, die Qualifikation.

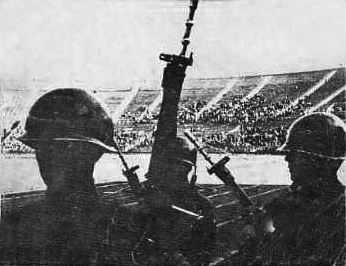
Das Nationalstadion in Santiago de Chile während des Putsches 1973

Während die Sieger der restlichen Qualifikationsgruppen direkt für die Weltmeisterschaft qualifiziert waren, musste die Sowjetunion als Erster der Europagruppe 9 in zwei Play-off-Spielen um die Teilnahme an der WM-Endrunde gegen Chile, den Sieger der Südamerika-Gruppe 3, antreten. Im ersten Spiel in Moskau trennten sich beide Mannschaften 0:0. Zum Rückspiel in Chile trat die Sowjetunion nicht an, da das Spiel im Nationalstadion von Santiago de Chile durchgeführt werden sollte, in dem während des Militärputsches nur wenige Wochen vorher im September 1973 Oppositionelle inhaftiert worden waren. Später wurde von Folterungen und Morden, die dort stattgefunden hatten, berichtet. Trotzdem wurde das Spiel angepfiffen, jedoch nach dem 1:0 abgebrochen, da mangels anwesender sowjetischer Spieler kein Wiederanstoß möglich war. Die sowjetische Mannschaft wurde von der FIFA disqualifiziert und das Spiel 2:0 für Chile gewertet. Nur der Euphorie aufgrund der erstmals geglückten WM-Qualifikation der DDR-Auswahl war es zu verdanken, dass die DDR an der WM weiter teilnahm.
Für die Endrunde der Fußball-Weltmeisterschaft 1974 in der Bundesrepublik Deutschland qualifizierten sich schließlich die folgenden Mannschaften:

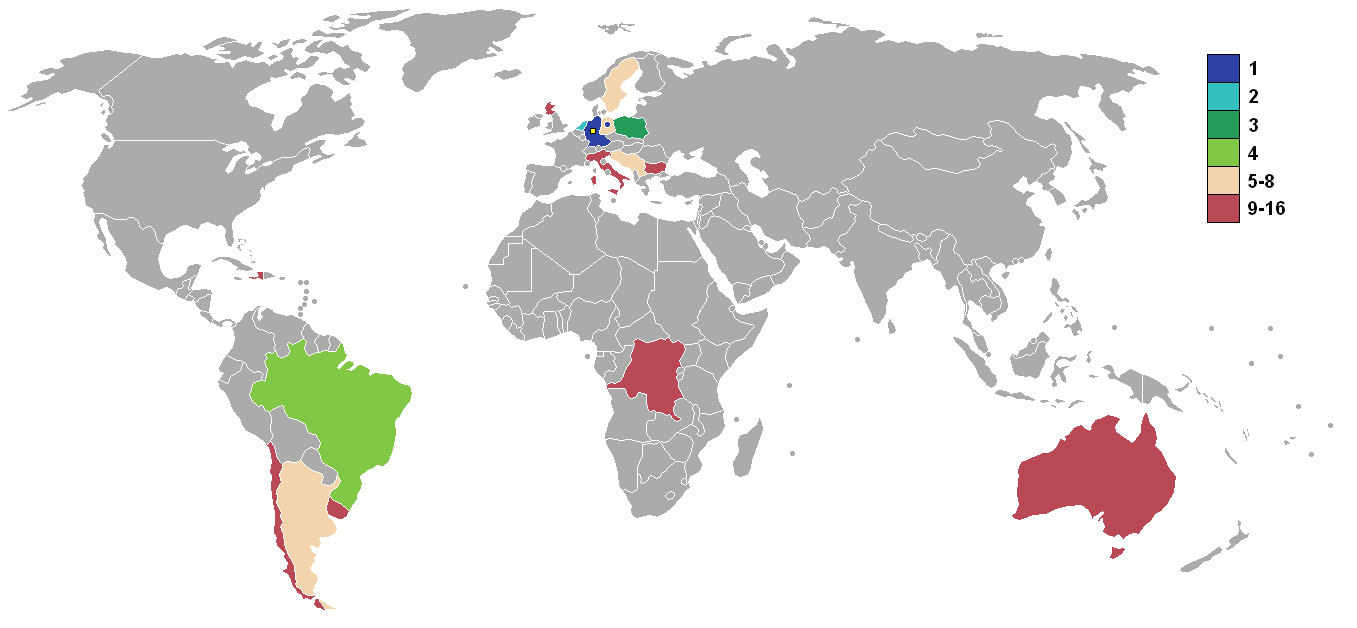
Weltkarte der Teilnehmer mit deren Platzierungen

| 9 aus Europa                               | Schweden                   | Italien     | Niederlande | DDR            |
|                                            | Polen                      | Bulgarien   | Jugoslawien | Schottland     |
|                                            | BR Deutschland (Gastgeber) |             |             |                |
| 4 aus Südamerika                           | Uruguay                    | Argentinien | Chile       | Brasilien (TV) |
| 1 aus Nord-, Mittelamerika und der Karibik | Haiti                      |             |             |                |
| 1 aus Afrika                               | Zaire                      |             |             |                |
| 1 aus Asien und Ozeanien                   | Australien                 |             |             |                |

## Modus
Die WM 1974 wurde nach einem neuen Modus ausgetragen. Zwar bildeten die 16 Teilnehmer wie gehabt vier Gruppen mit je vier Mannschaften, von denen sich jeweils die ersten beiden für die nächste Runde qualifizierten. Jedoch wurde das Turnier nicht im K.-o.-System fortgesetzt, sondern in zwei Zwischenrundengruppen mit je vier Mannschaften. Die Sieger der zweiten Finalrunde bestritten das Endspiel um die Weltmeisterschaft, die Zweitplatzierten das Spiel um Platz drei.
Zwar hatte es 1950 schon eine zweite Gruppenphase gegeben, jedoch spielten damals nur die besten Vier gegeneinander, und es gab kein Endspiel. Mit dieser Neuerung sollte zum einen verhindert werden, dass ein Favorit in der K.-o.-Runde früh ausschied, so wie bei der WM 1970 die Engländer, und zum anderen sorgten mehr Partien für höhere Einnahmen. So musste eine Mannschaft, die Weltmeister werden wollte, erstmals sieben statt sechs Spiele bestreiten. Die Gesamtzahl der Spiele erhöhte sich damit von 32 auf 38, womit sich die Investitionen in den Stadionneu- und -umbau besser begründen ließen, zumal es im Gegensatz zur WM 1970 neun statt fünf Austragungsorte gab. Speziell im Hinblick auf die WM 1974 wurde die Zuordnung zu den beiden Gruppen der zweiten Finalrunde im Vorfeld mit der Absicht festgelegt, dass Veranstalter und Europameister Deutschland und Weltmeister Brasilien als erwartete Sieger ihrer Vorrundengruppen in der zweiten Finalrunde nicht aufeinandertreffen sollten, wodurch ein WM-Finale mit den beiden Favoriten unmöglich geworden wäre. Lediglich wenn einer von beiden Gruppenzweiter geworden wäre, wäre es zu einem vorzeitigen Aufeinandertreffen gekommen – sofern der andere Erster geworden wäre. Da sowohl die Bundesrepublik nach der Niederlage gegen die DDR als auch Brasilien auf Grund der schlechteren Tordifferenz gegenüber Jugoslawien in ihren Gruppen nur Zweite wurden, trafen sie in der Zwischenrunde nicht aufeinander. Die DFB-Elf kam als Gruppenzweiter in die Gruppe B; die DDR als Gruppensieger traf dagegen als erste deutsche Mannschaft bei einer Weltmeisterschaft in Gruppe A auf die Brasilianer.
Der 1974 neu eingeführte Modus hatte bei der folgenden Weltmeisterschaft in Argentinien Bestand. Dort zeigten sich erste Schwächen, als Argentinien nur wegen der besseren Tordifferenz gegenüber den im gesamten Turnier ungeschlagenen Brasilianern das Endspiel erreichte. Nach einer noch weniger gelungenen Zwischenlösung bei der WM 1982 wurde ab der WM 1986 wieder das K.-o.-System nach der Vorrunde verwendet.
Bei Punktgleichheit mehrerer Mannschaften in den Gruppenspielen entschied zunächst die Tordifferenz und dann die Anzahl der erzielten Treffer über die Platzierung. Bei übereinstimmenden Punkten und Toren hätte in der ersten Finalrunde das Los entschieden, in der zweiten Finalrunde hingegen zunächst das Ergebnis (also die bessere Platzierung) aus der ersten Finalrunde und schließlich ebenfalls das Los über den endgültigen Tabellenstand. Ein Unentschieden im Finale sowie im Spiel um den dritten Platz hätte zunächst zur Verlängerung der Spielzeit geführt. Hätte die Verlängerung keine Entscheidung gebracht, wäre der Sieger im Spiel um Platz drei direkt im Elfmeterschießen ermittelt worden. Beim Endspiel hätte es eine Neuansetzung innerhalb der nächsten Tage gegeben. Erst nach einem Unentschieden trotz Verlängerung im zweiten Finale hätte ein Elfmeterschießen die Weltmeisterschaft 1974 entschieden.
Nachdem bei der WM 1970 bereits die Rote Karte in das Regelwerk aufgenommen worden war, ohne jedoch eingesetzt zu werden, wurde die erste Rote Karte bei einer Fußball-WM am 14. Juni 1974 im Vorrundenspiel Deutschland – Chile gegen den Chilenen Carlos Caszely nach einem Revanchefoul an Berti Vogts vom türkischen Schiedsrichter Doğan Babacan gezeigt. Anschließend zeigten die Schiedsrichter noch vier weitere Rote Karten im Turnierverlauf.

## Neuer WM-Pokal
Nachdem der Coupe Jules Rimet nach der Fußball-Weltmeisterschaft 1970 in Mexiko mit dem dritten Titelgewinn der Brasilianer in den ständigen Besitz der Südamerikaner übergegangen war, stiftete der Weltverband FIFA für die kommenden Weltmeisterschaften den neuen FIFA-WM-Pokal. Künstler aus sieben Ländern reichten insgesamt 53 Entwürfe dafür ein. Die Entscheidung fiel schließlich auf das Werk des italienischen Künstlers Silvio Gazzaniga, dessen Trophäe zwei triumphierende Fußballspieler, die gemeinsam die Weltkugel in ihren ausgestreckten Händen halten, beschreibt.
Der bei der Weltmeisterschaft 1974 erstmals überreichte Pokal besteht aus massivem 18-karätigen Gold, ist 36,8 Zentimeter hoch und wiegt 6175 Gramm. Im Sockel, auf dessen Unterseite die Gewinner des Pokals eingraviert werden, sind zwei Ringe aus dem Halbedelstein Malachit eingelegt.
Im Gegensatz zu seinem Vorgänger bleibt die neue Trophäe stets Eigentum der FIFA und kann nicht dauerhaft von einem Land gewonnen werden. Der amtierende Weltmeister behielt zunächst den Pokal bis zur nächsten WM und bekam im Anschluss eine Nachbildung, die nicht wie das Original aus massivem Gold, sondern lediglich vergoldet war. Mittlerweile wird der Pokal direkt nach dem Finale, spätestens bei der Abreise aus dem Gastland an die FIFA zurückgegeben und der Weltmeister erhält im Gegenzug eine Replik.

## Auslosung
Die Auslosung der WM-Endrunde fand am 5. Januar 1974 im großen Sendesaal des Hessischen Rundfunks in Frankfurt statt. Die Veranstaltung wurde weltweit von etwa 800 Millionen Menschen verfolgt.
Für die Auslosung wurden die qualifizierten Mannschaften in vier Töpfe aufgeteilt. Die Zuordnung erfolgte nach einem Beschluss der FIFA vom selben Tage. Als Grundlage dienten neben einer Beurteilung des Leistungsvermögens, welches sich aus früheren Erfolgen und augenblicklichen Resultaten addierte, sowie geografische, kontinentale sowie sportpolitische Aspekte. Eine Besonderheit war, dass zum Zeitpunkt der Auslosung erst 15 der insgesamt 16 Teilnehmer bekannt waren, da in der Qualifikationsgruppe 7 ein Entscheidungsspiel zwischen Spanien und dem sich schließlich qualifizierenden Jugoslawien nötig war, das erst am 13. Februar 1974 stattfand. Die vier Töpfe enthielten schließlich:
- Topf 1: Brasilien, Italien, BR Deutschland, Uruguay (die vier Erstplatzierten der WM 1970)
- Topf 2: Argentinien, Chile, Niederlande, Schottland (Südamerika und Westeuropa)
- Topf 3: Polen, Bulgarien, DDR, Jugoslawien/Spanien (Osteuropa und Spanien)
- Topf 4: Zaire, Australien, Haiti, Schweden (Außenseiter)

Gastgeber Deutschland und Titelverteidiger Brasilien waren bereits vorab als Kopf der Gruppen I und II gesetzt. Bei der rund 35 Minuten dauernden Auslosung wurden durch den Schöneberger Sängerknaben Detlef Lange die restlichen Mannschaften aus den einzelnen Töpfen zugelost. Hierbei wurden aus Topf 2 die Mannschaften aus Argentinien und Chile nicht Brasilien oder Uruguay zugelost, um sicherzustellen, dass sich in jeder Vorrundengruppe eine südamerikanische Mannschaft befand.
Sensation der Auslosung war das Zusammentreffen der beiden deutschen Mannschaften in Gruppe I. Als FIFA-Präsident Sir Stanley Rous das Los verkündet hatte, trat im Saal zunächst für einige Augenblicke Stille ein, der langanhaltender Beifall folgte. Im Anschluss an die Veranstaltung kam das Gerücht auf, die DDR würde aufgrund des Aufeinandertreffens mit der Mannschaft der Bundesrepublik einen WM-Rückzug erwägen. Dies wurde von den Verantwortlichen der DDR jedoch schnell dementiert.
Die Auslosung ergab folgende Gruppeneinteilung:
| Gruppe I       | Gruppe II   | Gruppe III  | Gruppe IV   |
| -------------- | ----------- | ----------- | ----------- |
| Chile          | Jugoslawien | Niederlande | Haiti       |
| BR Deutschland | Brasilien   | Uruguay     | Italien     |
| DDR            | Zaire       | Schweden    | Polen       |
| Australien     | Schottland  | Bulgarien   | Argentinien |

## Eröffnungsfeier
Die Eröffnungsfeier der 10. Fußball-Weltmeisterschaft fand am 13. Juni 1974 vor dem Eröffnungsspiel zwischen Weltmeister Brasilien und Jugoslawien statt. Es war das erste Mal, dass eine WM nicht durch ein Spiel des Gastgebers, sondern durch den amtierenden Weltmeister eröffnet wurde. Erst bei der WM 2006 bestritt wieder der Gastgeber das Eröffnungsspiel.
Für die Eröffnung des Turniers war Frankfurt am Main, der Sitz des Deutschen Fußball-Bundes, gewählt worden. Am Eröffnungstag lag der Ort der Veranstaltung unter einer dichten Wolkendecke, sodass es fast ununterbrochen regnete und die Temperatur bei lediglich 13 °C lag. Um 15 Uhr begann die rund 90 Minuten dauernde Eröffnungsfeier im Frankfurter Waldstadion mit einer Fanfare der Big Band der Bundeswehr unter Günter Noris. Im Anschluss wurde jedes der 16 teilnehmenden Länder durch eine Folkloregruppe oder einen Künstler repräsentiert. Sie verbargen sich in überdimensionierten Plastik-Fußbällen, die sich zu ihrem Auftritt wie eine Blumenblüte öffneten. Den Anfang machte das jugoslawische Ensemble „Gradimir“. Es folgten unter anderem Fahnenschwinger aus Florenz, Dudelsackpfeifer aus Schottland, Gauchos aus Chile, Holzschuhtänzer aus den Niederlanden, die populäre polnische Sängerin Maryla Rodowicz sowie die brasilianische Sambatanzgruppe „Ballett Tropical“. Für die Bundesrepublik trat die Winninger Winzer-Tanz- und Trachtengruppe von der Mosel auf; für die DDR interpretierten Schlagersänger Frank Schöbel und eine gemischte Ballett-Tanzgruppe das Lied Freunde gibt es überall.
Nachdem Uwe Seeler und Pelé am Mittelkreis symbolisch den alten und den neuen Weltpokal untereinander austauschten, begrüßte Hermann Neuberger, der Chef des Organisationskomitees, die Gäste aus aller Welt. Während mehr als 2000 weißgekleidete Frankfurter Schulkinder das Emblem der Fußball-Weltmeisterschaft 1974 auf dem Rasen formierten, erhob sich der scheidende Bundespräsident Gustav Heinemann auf der Ehrentribüne und eröffnete das Turnier mit den Worten: „Ein herzliches Willkommen den vielen tausend Gästen aus allen Erdteilen, die zur Fußball-Weltmeisterschaft in die Bundesrepublik Deutschland gekommen sind. Ich hoffe, dass die Spiele der X. Fußball-Weltmeisterschaft Spiele der Freundschaft und der Fairness sein werden. Die Spiele der X. Fußball-Weltmeisterschaft sind eröffnet.“

## Erste Runde

### Gruppe I
| Pl. | Land           | Sp. | S | U | N | Tore    | Diff. | Punkte |
| --- | -------------- | --- | - | - | - | ------- | ----- | ------ |
| 1.  | DDR            | 3   | 2 | 1 | 0 | 004:100 | +3    | 05:10  |
| 2.  | BR Deutschland | 3   | 2 | 0 | 1 | 004:100 | +3    | 04:20  |
| 3.  | Chile          | 3   | 0 | 2 | 1 | 001:200 | −1    | 02:40  |
| 4.  | Australien     | 3   | 0 | 1 | 2 | 000:500 | −5    | 01:50  |

|                                       |   |                |           |
| 14. Juni 1974 um 16:00 Uhr in Berlin  |   |                |           |
| BR Deutschland                        | – | Chile          | 1:0 (1:0) |
| 14. Juni 1974 um 19:30 Uhr in Hamburg |   |                |           |
| DDR                                   | – | Australien     | 2:0 (0:0) |
| 18. Juni 1974 um 16:00 Uhr in Hamburg |   |                |           |
| Australien                            | – | BR Deutschland | 0:3 (0:2) |
| 18. Juni 1974 um 19:30 Uhr in Berlin  |   |                |           |
| Chile                                 | – | DDR            | 1:1 (0:0) |
| 22. Juni 1974 um 16:00 Uhr in Berlin  |   |                |           |
| Australien                            | – | Chile          | 0:0       |
| 22. Juni 1974 um 19:30 Uhr in Hamburg |   |                |           |
| DDR                                   | – | BR Deutschland | 1:0 (0:0) |

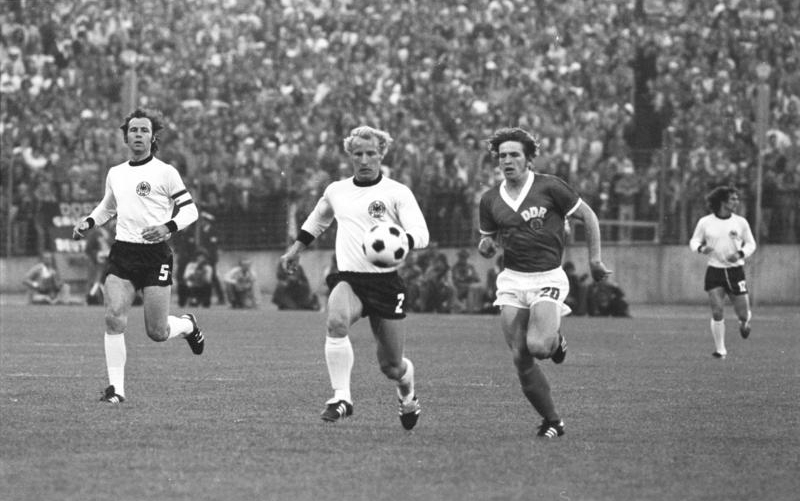
BR Deutschland gegen DDR in Hamburg: Franz Beckenbauer, Berti Vogts und Martin Hoffmann

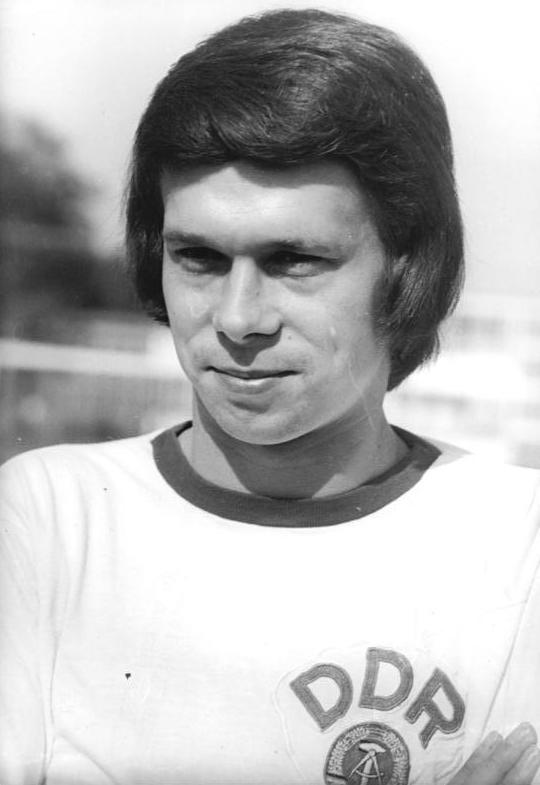
Jürgen Sparwasser

Die DDR-Elf wurde entgegen den Experten-Erwartungen Gruppensieger. Nach einem 2:0 gegen Australien und einem 1:1 gegen Chile fand in der ersten Finalrunde das einzige jemals ausgetragene A-Länderspiel zwischen der DFB-Elf und der DDR-Auswahl statt. Die DDR-Vertreter gewannen durch ein Tor von Jürgen Sparwasser mit 1:0.
Die hohen Erwartungen, die der bundesdeutschen Nationalmannschaft als amtierendem Europameister und WM-Favoriten entgegengebracht wurden, erfüllten sich in der ersten Finalrunde nicht. Dem mühsamen 1:0-Sieg über Chile und dem 3:0 gegen Außenseiter Australien folgte die historische Niederlage gegen die Auswahl der DDR. Es war das einzige Spiel, das die DFB-Elf während dieser WM verlor. Positiver Effekt der Niederlage war, dass die Bundesligaprofis als Vorrundenzweite in der Zwischenrundengruppe B spielten und somit nicht gegen die als deutlich schwerer eingeschätzten Gegner Brasilien, Argentinien und Niederlande antreten mussten. Zudem führte die Niederlage zu einer legendären Aussprache der Spieler in der Sportschule in der Nacht von Malente, in der die Mannschaft laut Franz Beckenbauer „aus einem zerstrittenen Haufen zu einer Einheit“ wurde.
Chile enttäuschte bei der Weltmeisterschaft 1974. Nach der erwarteten Auftaktniederlage gegen die DFB-Mannschaft folgten zwei Unentschieden gegen die DDR und Australien. Damit waren die beiden deutschen Mannschaften bereits vor ihrem letzten Gruppenspiel für die zweite Finalrunde qualifiziert und Chile ausgeschieden. Für Aufsehen sorgten nur die politischen Randerscheinungen um die Mannschaft von Chile. Beim ersten Spiel gegen die Mannschaft des WM-Gastgebers wurde die Partie durch Demonstranten gegen den Putsch in Chile 1973 gestört.
Der Auftritt des kampfstarken Debütanten Australien überraschte positiv. So benötigte die Auswahl der DDR bei ihrem 2:0-Sieg fast eine Stunde, um gegen Australien in Führung zu gehen. Auch gegen die DFB-Elf schaffte es die Mannschaft, ein Debakel zu verhindern, und unterlag lediglich mit 0:3. Im abschließenden Gruppenspiel gegen Chile feierte Australien einen Punktgewinn.

### Gruppe II
| Pl. | Land        | Sp. | S | U | N | Tore    | Diff. | Punkte |
| --- | ----------- | --- | - | - | - | ------- | ----- | ------ |
| 1.  | Jugoslawien | 3   | 1 | 2 | 0 | 010:100 | +9    | 04:20  |
| 2.  | Brasilien   | 3   | 1 | 2 | 0 | 003:000 | +3    | 04:20  |
| 3.  | Schottland  | 3   | 1 | 2 | 0 | 003:100 | +2    | 04:20  |
| 4.  | Zaire       | 3   | 0 | 0 | 3 | 000:140 | −14   | 0:60   |

|                                             |   |             |           |
| 13. Juni 1974 um 17:00 Uhr in Frankfurt     |   |             |           |
| Brasilien                                   | – | Jugoslawien | 0:0       |
| 14. Juni 1974 um 19:30 Uhr in Dortmund      |   |             |           |
| Zaire                                       | – | Schottland  | 0:2 (0:2) |
| 18. Juni 1974 um 19:30 Uhr in Gelsenkirchen |   |             |           |
| Jugoslawien                                 | – | Zaire       | 9:0 (6:0) |
| 18. Juni 1974 um 19:30 Uhr in Frankfurt     |   |             |           |
| Schottland                                  | – | Brasilien   | 0:0       |
| 22. Juni 1974 um 16:00 Uhr in Frankfurt     |   |             |           |
| Schottland                                  | – | Jugoslawien | 1:1 (0:0) |
| 22. Juni 1974 um 16:00 Uhr in Gelsenkirchen |   |             |           |
| Zaire                                       | – | Brasilien   | 0:3 (0:1) |

Etwas überraschend konnte sich Jugoslawien als Gruppenerster für die zweite Finalrunde qualifizieren. Bereits beim 0:0 im Eröffnungsspiel gegen den amtierenden Weltmeister Brasilien stellten die Jugoslawen die bessere Mannschaft. Es folgten ein 9:0 gegen die überforderte Mannschaft von Zaire und ein abschließendes 1:1 gegen Schottland.

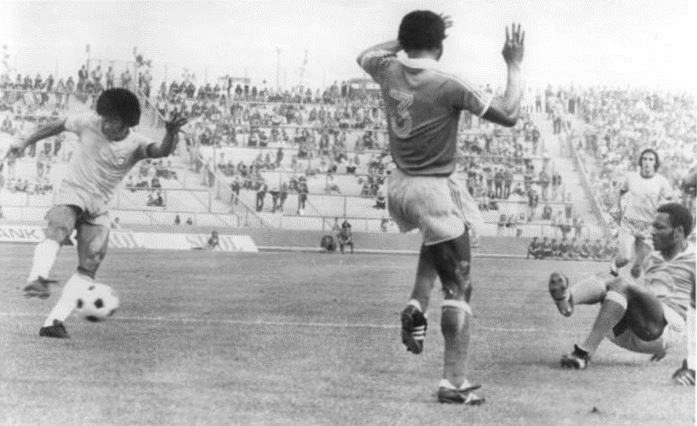
Szene aus dem Spiel Zaire – Brasilien

Die Mannschaft Brasiliens enttäuschte. Der amtierende Weltmeister konnte für die vier Jahre zuvor erfolgreichen Spieler um Weltstar Pelé keinen gleichwertigen Ersatz finden. Deshalb musste er die Abwehr auf Kosten des Angriffs verstärken und verzichtete dabei auf sein gewohntes jogo bonito („schönes Spiel“). Durch zwei Unentschieden und einen Sieg über Zaire konnte Brasilien dennoch die zweite Finalrunde erreichen.
Schottland schied als einzige Mannschaft, die während des Turniers keine Niederlage hinnehmen musste, sehr unglücklich aufgrund der schlechteren Tordifferenz aus. Ausschlaggebend dafür waren die zu wenig erzielten Tore gegen den „Fußballzwerg“ aus Zaire, der im ersten Gruppenspiel lediglich mit 2:0 besiegt wurde, während Jugoslawien mit 9:0 und Brasilien mit 3:0 gewinnen konnten und die drei direkten Begegnungen unentschieden endeten.
Die als klarer Außenseiter gestartete Mannschaft Zaires beendete das Turnier mit drei Niederlagen und 0:14 Toren. Zum zweiten Mal nach 1954 (Ungarn – Südkorea 9:0 in der Vorrunde) hatte eine Mannschaft bei einer WM-Endrunde mit neun Toren Differenz verloren. Dennoch konnten die Afrikaner viele Sympathien gewinnen. Experten bescheinigten ihnen eine „brasilianische Ballbehandlung“ und „europäische Kondition“. Was fehlte, war die internationale Erfahrung. Während des Turniers blieb weitgehend unbemerkt, dass die Spieler Zaires sich nach der hohen Niederlage im zweiten Spiel in einer sehr bedrohlichen Situation befanden. Zaires tyrannischer Diktator Mobutu Sese Seko war über die Darbietung seiner Nationalmannschaft sehr verärgert und drohte den Spielern mit drastischen Konsequenzen, sollte das letzte Gruppenspiel mit mehr als drei Toren verloren gehen. Damit ging es für die Mannschaft im Spiel gegen den amtierenden Weltmeister Brasilien buchstäblich um Leben und Tod, was am Zweikampfverhalten im Nachhinein durchaus erkennbar war. Besonders in Erinnerung geblieben ist eine Szene, in der Mwepu Ilunga vor der Ausführung eines Freistoßes für Brasilien aus der Mauer lief und den Ball wegschlug.

### Gruppe III
| Pl. | Land        | Sp. | S | U | N | Tore    | Diff. | Punkte |
| --- | ----------- | --- | - | - | - | ------- | ----- | ------ |
| 1.  | Niederlande | 3   | 2 | 1 | 0 | 006:100 | +5    | 05:10  |
| 2.  | Schweden    | 3   | 1 | 2 | 0 | 003:000 | +3    | 04:20  |
| 3.  | Bulgarien   | 3   | 0 | 2 | 1 | 002:500 | −3    | 02:40  |
| 4.  | Uruguay     | 3   | 0 | 1 | 2 | 001:600 | −5    | 01:50  |

|                                          |   |           |           |
| 15. Juni 1974 um 16:00 Uhr in Düsseldorf |   |           |           |
| Schweden                                 | – | Bulgarien | 0:0       |
| 15. Juni 1974 um 16:00 Uhr in Hannover   |   |           |           |
| Niederlande                              | – | Uruguay   | 2:0 (1:0) |
| 19. Juni 1974 um 19:30 Uhr in Dortmund   |   |           |           |
| Niederlande                              | – | Schweden  | 0:0       |
| 19. Juni 1974 um 19:30 Uhr in Hannover   |   |           |           |
| Bulgarien                                | – | Uruguay   | 1:1 (0:0) |
| 23. Juni 1974 um 16:00 Uhr in Düsseldorf |   |           |           |
| Schweden                                 | – | Uruguay   | 3:0 (0:0) |
| 23. Juni 1974 um 16:00 Uhr in Dortmund   |   |           |           |
| Niederlande                              | – | Bulgarien | 4:1 (2:0) |

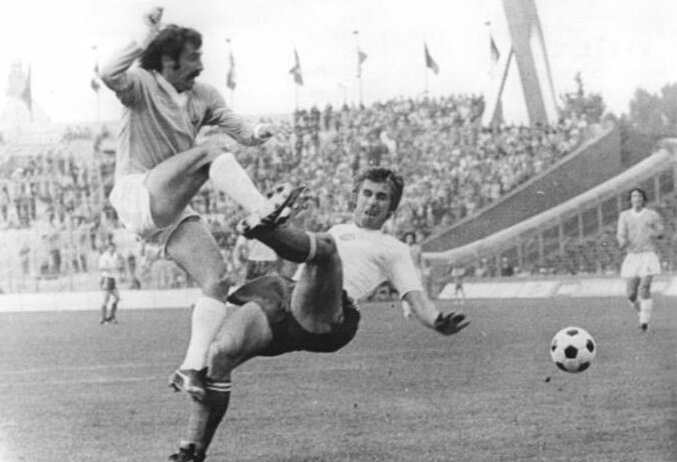
Szene aus dem Spiel Bulgarien – Uruguay (1:1) mit den Spielern Ricardo Pavoni (Uruguay) und Asparuch Nikodimow (Bulgarien, rechts)

Die Niederlande waren die einzige Mannschaft, die bereits in der ersten Finalrunde ihrer Favoritenrolle gerecht wurde. Nach zwei überzeugenden Siegen gegen Uruguay und Bulgarien sowie einem 0:0 gegen Schweden galten die Niederländer nach Abschluss der Vorrunde als größter Anwärter auf den Weltmeistertitel.
Schweden, das im Vorfeld der Gruppenauslosung lediglich in den Topf der „Außenseiter“ eingeteilt worden war, qualifizierte sich als Gruppenzweiter für die zweite Finalrunde. Dabei profitierten die nicht so hoch eingeschätzten Fußballspieler Schwedens von der Auslandserfahrung ihrer Stürmer Roland Sandberg und Ralf Edström sowie des Abwehrchefs, Libero Björn Nordqvist, die zusammen mit dem Torhüter Ronnie Hellström selbst den Niederländern beim 0:0 das Konzept verdarben.
Den Bulgaren, die mit Christo Bonew nur einen Spieler von Format hatten, gelang es auch bei der vierten Endrundenteilnahme nicht, einen WM-Sieg zu erringen. Nach zwei Unentschieden gegen Schweden und Uruguay verloren sie im abschließenden Gruppenspiel mit 1:4 gegen die Niederlande.
Uruguay, früher Weltmeister und Olympiasieger, hatte außer seiner großen Tradition nicht mehr viel zu bieten. Mit einem Altersschnitt des WM-Aufgebots von 29 Jahren und 4 Monaten zeigte Uruguay, das vier Jahre vorher noch Vierter geworden war, „Altherrenfußball“ ohne Tempo und Sicherheit, und es gelang nur ein einziger Punktgewinn gegen Bulgarien.

### Gruppe IV
| Pl. | Land        | Sp. | S | U | N | Tore    | Diff. | Punkte |
| --- | ----------- | --- | - | - | - | ------- | ----- | ------ |
| 1.  | Polen       | 3   | 3 | 0 | 0 | 012:300 | +9    | 06:0   |
| 2.  | Argentinien | 3   | 1 | 1 | 1 | 007:500 | +2    | 03:30  |
| 3.  | Italien     | 3   | 1 | 1 | 1 | 005:400 | +1    | 03:30  |
| 4.  | Haiti       | 3   | 0 | 0 | 3 | 002:140 | −12   | 0:60   |

|                                         |   |             |           |
| 15. Juni 1974 um 18:00 Uhr in München   |   |             |           |
| Italien                                 | – | Haiti       | 3:1 (0:0) |
| 15. Juni 1974 um 18:00 Uhr in Stuttgart |   |             |           |
| Polen                                   | – | Argentinien | 3:2 (2:0) |
| 19. Juni 1974 um 19:30 Uhr in München   |   |             |           |
| Polen                                   | – | Haiti       | 7:0 (5:0) |
| 19. Juni 1974 um 19:30 Uhr in Stuttgart |   |             |           |
| Argentinien                             | – | Italien     | 1:1 (1:1) |
| 23. Juni 1974 um 16:00 Uhr in München   |   |             |           |
| Argentinien                             | – | Haiti       | 4:1 (2:0) |
| 23. Juni 1974 um 16:00 Uhr in Stuttgart |   |             |           |
| Polen                                   | – | Italien     | 2:1 (2:0) |

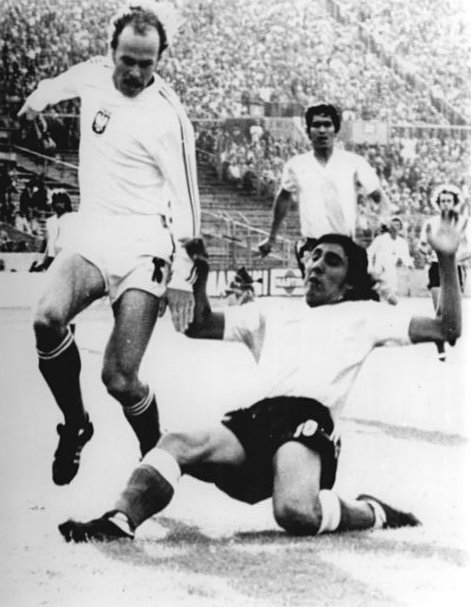
Grzegorz Lato erzielt das 1:0 im Gruppenspiel gegen Argentinien

Polen zeigte sich bereits in der ersten Finalrunde sehr stark und blieb als einzige Mannschaft ohne Punktverlust. Die Mannschaft bot zudem einen begeisternden Fußball, so dass sie vom Publikum frenetisch gefeiert wurde. Das Spiel des Olympiasiegers von 1972 war in der Konzeption klar angelegt und mit so großem Tempo ausgeführt, dass Polen die Gruppe 4 klar beherrschte und die Konkurrenten Argentinien, Haiti sowie Italien in den Schatten stellte.
Die Argentinier imponierten ebenfalls durch eine geschlossene Mannschaftsleistung, die dennoch Raum für Solisten und Ballkünstler wie Carlos Babington gab. Nach der 2:3-Auftaktniederlage gegen Polen und dem 1:1 gegen Italien erreichte Argentinien aufgrund der besseren Tordifferenz die zweite Finalrunde. Ausschlaggebend war der 4:1-Sieg im abschließenden Vorrundenspiel gegen Haiti.
Die Sensation der ersten Finalrunde war das Ausscheiden Italiens, eines der großen Favoriten im Vorfeld der Weltmeisterschaft 1974. Bereits im ersten Spiel gegen den „Fußballzwerg“ Haiti taten sich die Italiener schwer. Erst nachdem Haiti mit 1:0 in Führung gegangen war und Torhüter Dino Zoff nach 1143 Länderspielminuten erstmals wieder ein Tor kassiert hatte, wachten die Südeuropäer auf und gewannen schließlich noch mit 3:1. Es folgten ein schmeichelhaftes 1:1 gegen Argentinien und ein 1:2 gegen Polen. Aufgrund der schlechteren Tordifferenz gegenüber Argentinien bedeutete dies das Ausscheiden.
Haiti kam über die Rolle des Punktelieferanten nicht hinaus. Nachdem die Mannschaft gegen Italien noch durch Emmanuel Sanon in Führung gegangen war und am Ende vor allem wegen Konditionsmängeln verloren hatte, unterlag sie im zweiten Spiel gegen Polen hauptsächlich aus taktischen Gründen. Haiti vernachlässigte die Deckung, und die Polen hatten beim 7:0 leichtes Spiel, so dass sie ohne Schwierigkeiten noch höher hätten gewinnen können. Im letzten Spiel hatten die Haitianer aus dem Spiel gegen Polen gelernt, sie versuchten die Argentinier durch Drosseln des Tempos und Ballhalten nicht ins Spiel kommen zu lassen. Nachdem Argentinien zu Beginn des Spiels mit der ungewöhnlichen Taktik des Gegners nicht zurechtgekommen war, verlor Haiti das Spiel am Ende dennoch mit 1:4.

## Zweite Runde

### Gruppe A
| Pl. | Land        | Sp. | S | U | N | Tore    | Diff. | Punkte |
| --- | ----------- | --- | - | - | - | ------- | ----- | ------ |
| 1.  | Niederlande | 3   | 3 | 0 | 0 | 008:000 | +8    | 06:0   |
| 2.  | Brasilien   | 3   | 2 | 0 | 1 | 003:300 | ±0    | 04:20  |
| 3.  | DDR         | 3   | 0 | 1 | 2 | 001:400 | −3    | 01:50  |
| 4.  | Argentinien | 3   | 0 | 1 | 2 | 002:700 | −5    | 01:50  |

|                                             |   |             |           |
| 26. Juni 1974 um 19:30 Uhr in Gelsenkirchen |   |             |           |
| Niederlande                                 | – | Argentinien | 4:0 (2:0) |
| 26. Juni 1974 um 19:30 Uhr in Hannover      |   |             |           |
| Brasilien                                   | – | DDR         | 1:0 (0:0) |
| 30. Juni 1974 um 16:00 Uhr in Gelsenkirchen |   |             |           |
| Niederlande                                 | – | DDR         | 2:0 (1:0) |
| 30. Juni 1974 um 16:00 Uhr in Hannover      |   |             |           |
| Brasilien                                   | – | Argentinien | 2:1 (1:1) |
| 3. Juli 1974 um 19:30 Uhr in Gelsenkirchen  |   |             |           |
| Argentinien                                 | – | DDR         | 1:1 (1:1) |
| 3. Juli 1974 um 19:30 Uhr in Dortmund       |   |             |           |
| Niederlande                                 | – | Brasilien   | 2:0 (0:0) |

### Gruppe B
| Pl. | Land           | Sp. | S | U | N | Tore    | Diff. | Punkte |
| --- | -------------- | --- | - | - | - | ------- | ----- | ------ |
| 1.  | BR Deutschland | 3   | 3 | 0 | 0 | 007:200 | +5    | 06:0   |
| 2.  | Polen          | 3   | 2 | 0 | 1 | 003:200 | +1    | 04:20  |
| 3.  | Schweden       | 3   | 1 | 0 | 2 | 004:600 | −2    | 02:40  |
| 4.  | Jugoslawien    | 3   | 0 | 0 | 3 | 002:600 | −4    | 0:60   |

|                                          |   |             |           |
| 26. Juni 1974 um 16:00 Uhr in Düsseldorf |   |             |           |
| BR Deutschland                           | – | Jugoslawien | 2:0 (1:0) |
| 26. Juni 1974 um 19:30 Uhr in Stuttgart  |   |             |           |
| Polen                                    | – | Schweden    | 1:0 (1:0) |
| 30. Juni 1974 um 16:00 Uhr in Frankfurt  |   |             |           |
| Polen                                    | – | Jugoslawien | 2:1 (1:1) |
| 30. Juni 1974 um 19:30 Uhr in Düsseldorf |   |             |           |
| BR Deutschland                           | – | Schweden    | 4:2 (0:1) |
| 3. Juli 1974 um 16:30 Uhr in Frankfurt   |   |             |           |
| BR Deutschland                           | – | Polen       | 1:0 (0:0) |
| 3. Juli 1974 um 19:30 Uhr in Düsseldorf  |   |             |           |
| Schweden                                 | – | Jugoslawien | 2:1 (1:1) |

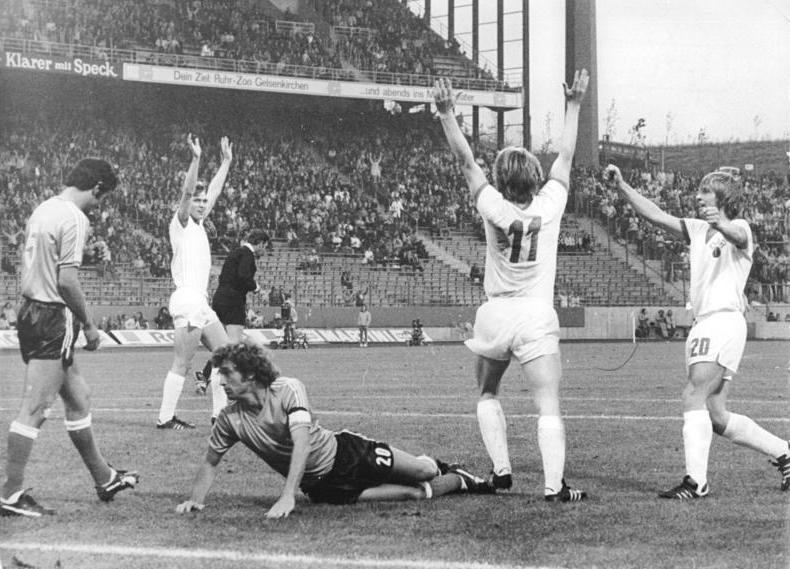
DDR-Spieler beim Torjubel im Spiel gegen Argentinien

Auch wenn es aufgrund des neu eingeführten Modus keine echten Halbfinalspiele gab, so kam es durch die Spielreihenfolge und Ergebnisse der ersten Gruppenspiele zu zwei Quasi-Halbfinalspielen: In Gruppe A trafen Brasilien und die Niederlande, die beide gegen Argentinien und die DDR gewonnen hatten, im letzten Spiel aufeinander, wobei den Niederländern schon ein Unentschieden zum Finaleinzug gereicht hätte. In einem von den Brasilianern überaus hart geführten Spiel konnten sich die Niederländer mit 2:0 durchsetzen.
Ähnlich war die Konstellation vor dem letzten Spiel in Gruppe B: die Bundesrepublik Deutschland hatte durch eine Steigerung gegenüber der Vorrunde zunächst Jugoslawien und Schweden besiegt, doch den Polen war dies ebenfalls gelungen. Durch die bessere Tordifferenz genügte den Deutschen ein Unentschieden im letzten Spiel. Dieses Spiel am 3. Juli 1974 im Frankfurter Waldstadion ging als „Wasserschlacht von Frankfurt“ in die Fußballgeschichte ein. Vor Spielbeginn machte ein Wolkenbruch den Rasen unbespielbar. Die Feuerwehr versuchte, das Wasser mit Walzen vom Platz zu verdrängen. Gemeinhin galt Polen damals als die technisch bessere Elf; aufgrund der widrigen Platzverhältnisse konnte sie ihre Stärke jedoch nicht ausspielen, und Deutschland qualifizierte sich für das Finale mit einem 1:0-Sieg. Das Tor erzielte Gerd Müller, der damit in der ewigen Torschützenliste mit Just Fontaine gleichzog.
Der letzte Spieltag am 3. Juli 1974 sorgte für eine Kontroverse. Inmitten der Partien wurden die Spiele unterbrochen, um des zwei Tage zuvor verstorbenen Juan Perón mit einer Schweigeminute zu gedenken. Normalerweise werden Gedenkminuten vor Anpfiff abgehalten.
Insgesamt wurden in der Zwischenrunde 30 Tore in 12 Spielen geschossen, davon die Hälfte von den beiden späteren Finalisten Deutschland und Niederlande.

## Finalrunde

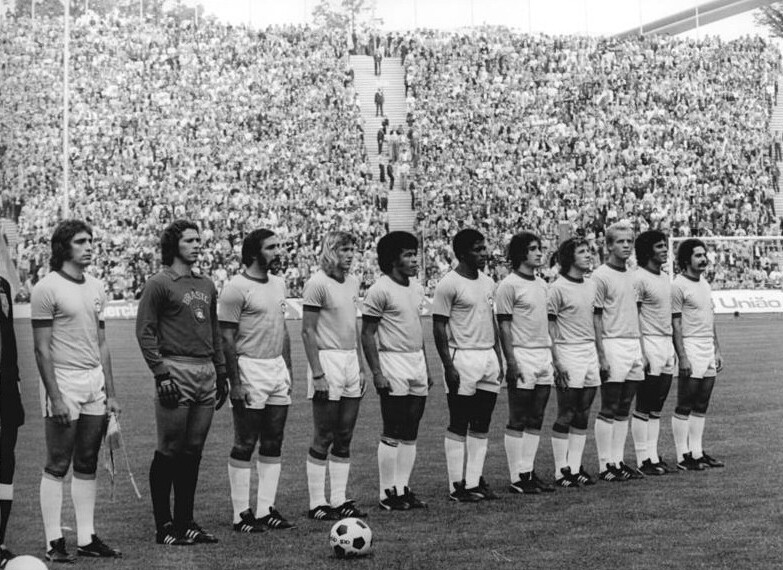
Brasilien vor dem Spiel um den 3. Platz

### Spiel um Platz drei
|                                      |   |       |           |
| 6. Juli 1974 um 16:00 Uhr in München |   |       |           |
| Brasilien                            | – | Polen | 0:1 (0:0) |

Einen Tag vor dem Endspiel wurde im Münchner Olympiastadion das Spiel um Platz drei ausgetragen. Am 6. Juli 1974 trafen der entthronte Weltmeister Brasilien und Polen, die Überraschungsmannschaft der WM, aufeinander. In einem an Höhepunkten armen Spiel vor 77.500 Zuschauern startete der polnische Rechtsaußen Grzegorz Lato in der 79. Minute einen Alleingang, umspielte 30 Meter vor dem Tor den Brasilianer Zé Maria, lief auf halbrechter Position bis zum Strafraum und schob aus 13 Metern zum entscheidenden 0:1 ein. Latos siebter Turniertreffer bescherte Polen den sensationellen dritten Rang. Gleichzeitig festigte er damit seine Führung im Kampf um den Titel des WM-Torschützenkönigs, den er schließlich gewann, weil ihn die in der Torschützenliste Folgenden im abschließenden Finale nicht mehr überholten.

### Finale
| Niederlande                                                    | Niederlande | BR Deutschland | BR Deutschland | Aufstellung                                  |
| -------------------------------------------------------------- | --- | --- | -------------- | -------------------------------------------- |
| Niederlande                                                    | \| Sonntag, 7. Juli 1974 um 16:00 Uhr in München (Olympiastadion) \| \| Ergebnis: 1:2 (1:2) \| \| Zuschauer: 78.200 \| \| Schiedsrichter: Jack Taylor ( England) \| \| Spielbericht \|                                                    | \| Sonntag, 7. Juli 1974 um 16:00 Uhr in München (Olympiastadion) \| \| Ergebnis: 1:2 (1:2) \| \| Zuschauer: 78.200 \| \| Schiedsrichter: Jack Taylor ( England) \| \| Spielbericht \|                     | BR Deutschland | Aufstellung Niederlande gegen BR Deutschland |
| Niederlande                                                    | Jan Jongbloed – Arie Haan – Wim Suurbier, Wim Rijsbergen (68. Theo de Jong), Ruud Krol – Wim Jansen, Johan Neeskens, Willem van Hanegem – Johnny Rep, Johan Cruyff , Rob Rensenbrink (46. René van de Kerkhof) Cheftrainer: Rinus Michels | Sepp Maier – Franz Beckenbauer – Georg Schwarzenbeck, Berti Vogts, Paul Breitner – Rainer Bonhof, Uli Hoeneß, Wolfgang Overath – Jürgen Grabowski, Gerd Müller, Bernd Hölzenbein Cheftrainer: Helmut Schön | BR Deutschland | Aufstellung Niederlande gegen BR Deutschland |
| Niederlande                                                    | 1:0 Neeskens (2., Foulelfmeter) | 1:1 Breitner (25., Foulelfmeter) 1:2 Müller (43.) | BR Deutschland | Aufstellung Niederlande gegen BR Deutschland |
| Niederlande                                                    | van Hanegem (22.), Neeskens (39.), Cruyff (45.) | Vogts (3.) | BR Deutschland | Aufstellung Niederlande gegen BR Deutschland |
| Sonntag, 7. Juli 1974 um 16:00 Uhr in München (Olympiastadion) | | |                |                                              |
| Ergebnis: 1:2 (1:2)                                            | | |                |                                              |
| Zuschauer: 78.200                                              | | |                |                                              |
| Schiedsrichter: Jack Taylor ( England)                         | | |                |                                              |
| Spielbericht                                                   | | |                |                                              |

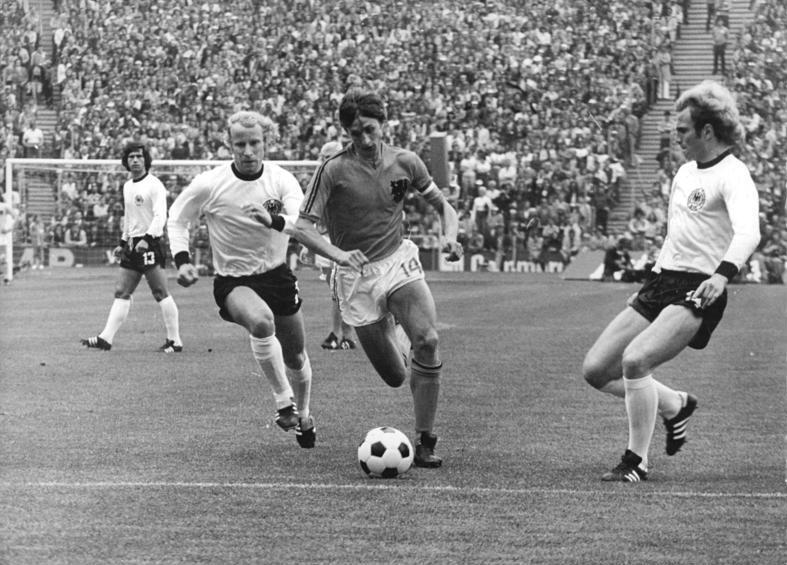
Johan Cruyff kurz vor dem Foulspiel durch Uli Hoeneß

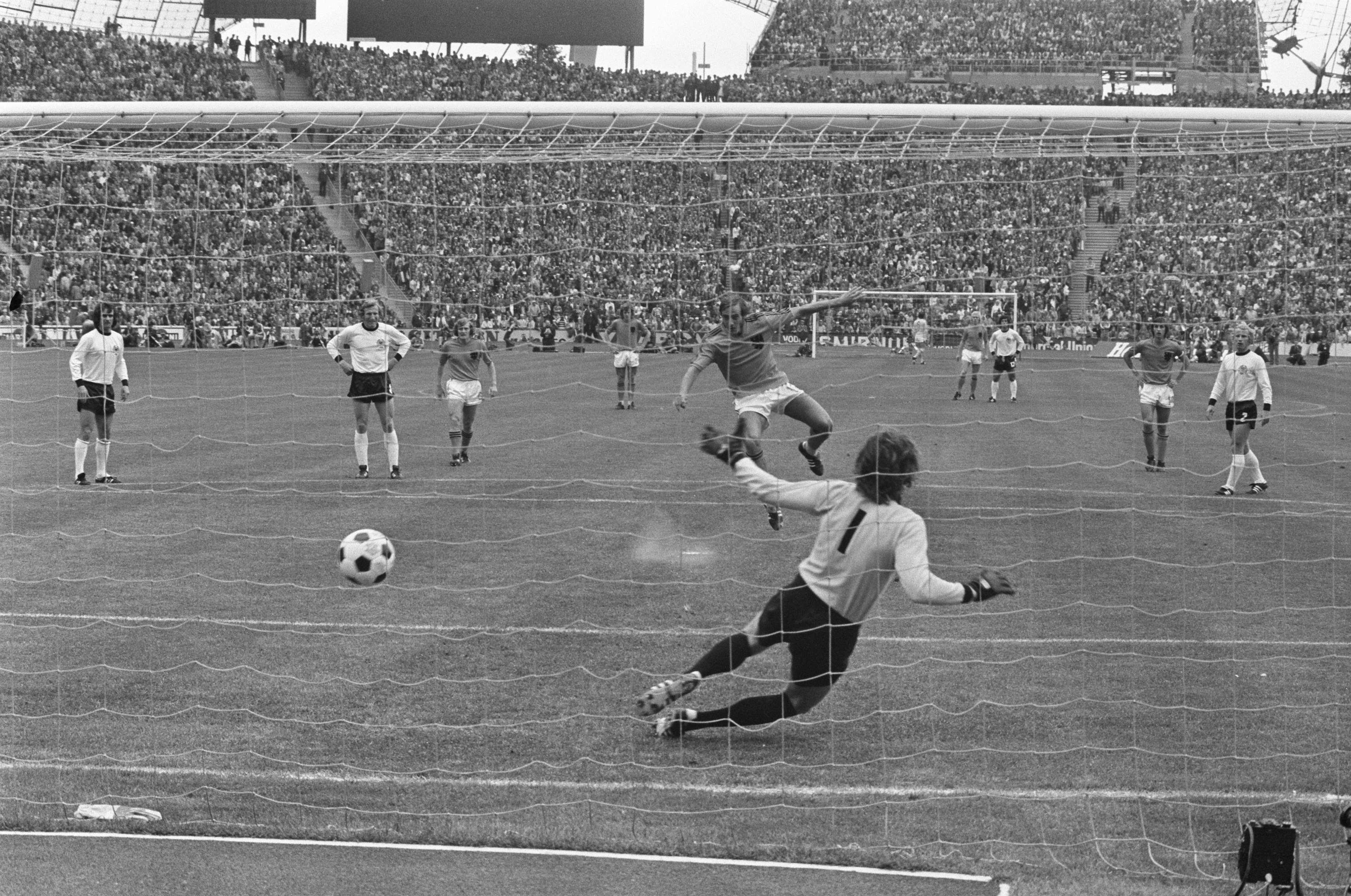
Neeskens verwandelt den Elfmeter in der 2. Spielminute

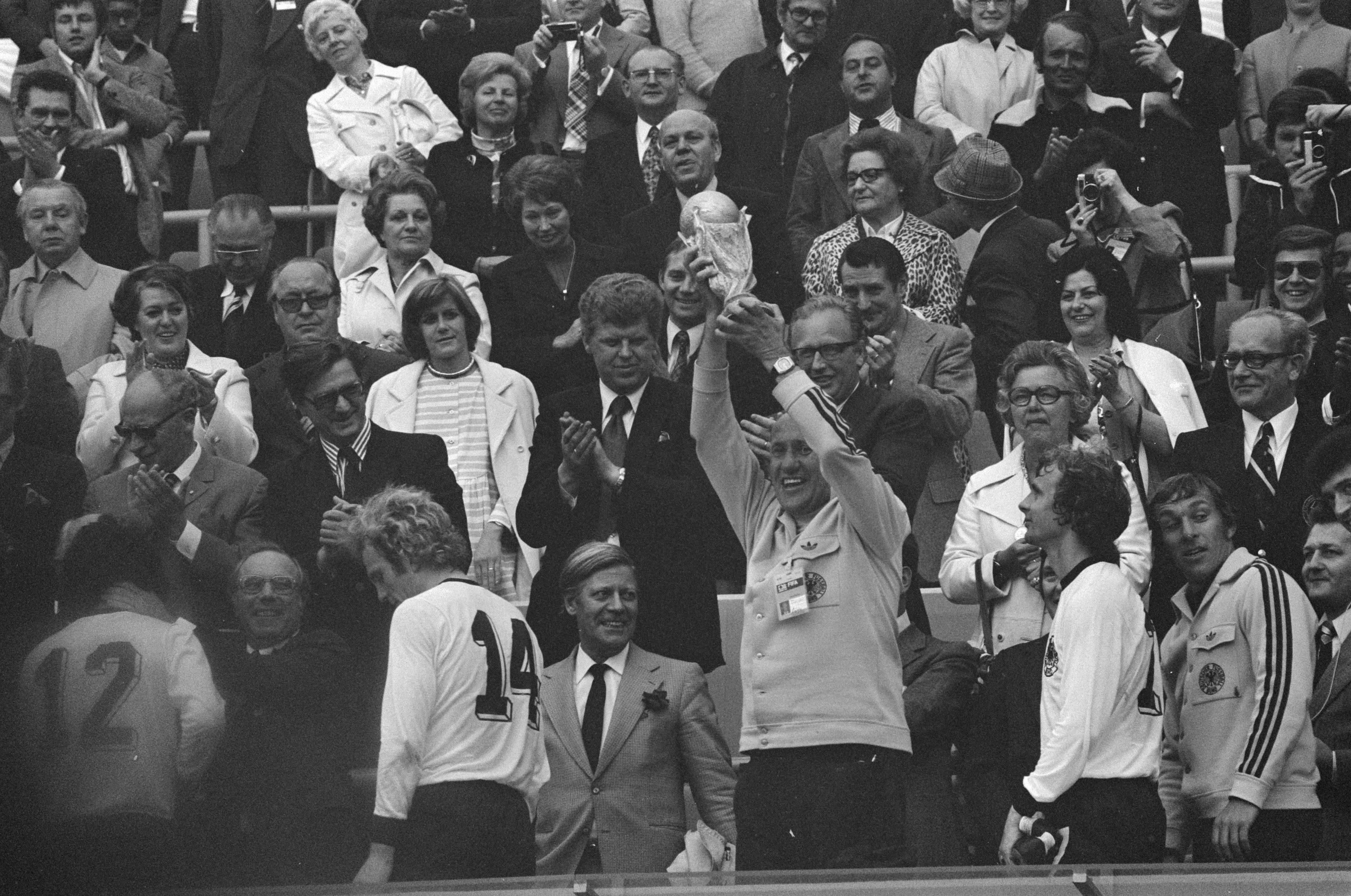
Bundestrainer Helmut Schön mit dem WM-Pokal

Der Anpfiff verzögerte sich um einige Minuten, da die Eckfahnen und die Fahnen an der Mittellinie noch nicht positioniert waren.
Vom Anstoß weg kombinierten die Niederländer über 16 Stationen, ohne dass ein deutscher Spieler dazwischenkam. 17. Anspielstation war Johan Cruyff, der den Ball im Anstoßkreis erhielt und sich von dort bis zum deutschen Strafraum durchkämpfte, wo er knapp hinter der Strafraumgrenze vom grätschenden Uli Hoeneß zu Fall gebracht wurde. Nach nur 53 Sekunden Spielzeit entschied der englische Schiedsrichter John Taylor auf den ersten Strafstoß in der Geschichte der WM-Endspiele. Neeskens trat den Elfmeter in die Mitte des Tors und ließ dem nach rechts abtauchenden Sepp Maier keine Chance. Das 1:0 für die Niederlande nach eineinhalb Minuten ist bis heute die früheste Führung in einem WM-Endspiel.
Die deutsche Mannschaft konnte sich im Folgenden nur langsam von diesem Schock erholen, wurde danach jedoch stärker. Die Niederländer schienen technisch gefälliger und hatten etwas mehr vom Spiel, doch die Deutschen wirkten vor dem Tor gefährlicher. In der 23. Minute wurde Gerd Müller bei einer Spielunterbrechung hinter den Augen des Schiedsrichters beidhändig von hinten durch Willem van Hanegem umgestoßen. Nach Rücksprache mit dem Linienrichter erhielt dieser dafür eine gelbe Karte.
Nach einer langen Vorlage aus der Mitte der eigenen Hälfte von Wolfgang Overath trat Bernd Hölzenbein in der 25. Minute auf der linken Seite zu einem Sturmlauf in den niederländischen Strafraum an und wurde von Wim Jansen durch eine Grätsche zu Fall gebracht. Den Elfmeter verwandelte Paul Breitner mit einem Schuss in die linke Ecke zum 1:1. Torhüter Jan Jongbloed war chancenlos.
Die Deutschen spielten nach dem Ausgleich überlegen. Beckenbauer scheiterte jedoch mit einem Freistoß an Jongbloed. Berti Vogts und Jürgen Grabowski vergaben ebenfalls gute Chancen zur Führung. In der 42. Minute passte Rainer Bonhof nach Vorarbeit in die Mitte zu Gerd Müller. Dieser, bedrängt von zwei Niederländern, ließ den Ball zunächst etwas abprallen, drehte sich um die eigene Achse und erwischte Jongbloed auf dem falschen Fuß. Der Ball rollte zum 2:1 für Deutschland flach ins linke Eck.
Die zweiten 45 Minuten wurden zur Abwehrschlacht der Deutschen. In der 48. Minute köpfte Bonhof noch um Zentimeter am linken Pfosten des niederländischen Tors vorbei. Danach waren die Niederländer spielbestimmend, scheiterten aber mit zahlreichen Chancen, unter anderem von Johnny Rep und van Hanegem, am deutschen Torwart Sepp Maier. Der Treffer durch Gerd Müller zum 3:1 in der 59. Minute wurde vom Linienrichter fälschlich wegen vermeintlichem Abseits annulliert, obwohl Müller bei Grabowskis Pass um 2,5 Meter nicht abseits war. In der 85. Minute verweigerte der Schiedsrichter einen Strafstoß nach einem Foul an Hölzenbein. Neeskens verfehlte kurz vor Schluss knapp das Tor, und die deutsche Mannschaft hielt letztendlich den Vorsprung. Das Siegtor durch Gerd Müller war sein 14. WM-Tor – gleichzeitig sein letztes Länderspieltor – und brachte ihm damit die alleinige Führung in der ewigen Torschützenliste. Diese verlor Müller erst bei der WM 2006, wiederum in Deutschland, als er vom Brasilianer Ronaldo mit 15 Toren übertroffen wurde. Für Helmut Schön war das Finale das 19. Spiel als Trainer bei einer Weltmeisterschaft, er löste damit Sepp Herberger (18 Spiele zwischen 1938 und 1962) als Rekordhalter ab und baute den Rekord bei der folgenden WM auf die bis heute gültige Rekordmarke von 25 Spielen aus.

## Weltmeister Bundesrepublik Deutschland
Pressestimmen zum Finale der WM 1974

„Es war ein hart umkämpfter, aber ein verdienter Sieg der Deutschen.“
La Gazzetta dello Sport, Italien
„Wenn die Mannschaft das Anfangstempo durchgehalten hätte, wäre sie Weltmeister geworden.“
De Telegraaf, Niederlande
„Die Holländer mussten letztlich für ihren Mangel an Disziplin bezahlen.“
Algemeen Dagblad, Niederlande
„…es gewann die Mannschaft, die den größeren Kampfgeist und Siegeswillen zeigte.“
L’Equipe, Frankreich
„Der Pokal ging nach Deutschland, der Ruhm jedoch an die holländische Mannschaft.“
Corriere dello Sport, Italien
„Deutschland hat das Mittel gegen Cruyff gefunden: Berti Vogts.“
The Guardian, England
„Holland musste teuer bezahlen für Arroganz und Dummheit.“
Daily Telegraph, England
„Deutschland – ein Hurrikan. Maier – ein Koloss.“
Hoja del Lunes, Spanien
Mit dem Schlusspfiff des Finales am 7. Juli 1974 um 17:47 Uhr war Deutschland dann zum zweiten Mal, nach 1954, Fußballweltmeister. Zum Kader der von Bundestrainer Helmut Schön und Co-Trainer Jupp Derwall betreuten DFB-Auswahl gehörten insgesamt 22 Spieler, von denen 18 im Turnier zum Einsatz kamen:
- Torwart: Sepp Maier
- Abwehr: Franz Beckenbauer, Paul Breitner, Horst-Dieter Höttges, Georg Schwarzenbeck, Berti Vogts
- Mittelfeld: Rainer Bonhof, Bernhard Cullmann, Heinz Flohe, Uli Hoeneß, Günter Netzer, Wolfgang Overath, Herbert Wimmer
- Angriff: Jürgen Grabowski, Dieter Herzog, Jupp Heynckes, Bernd Hölzenbein, Gerd Müller

Die Ersatztorhüter Wolfgang Kleff und Norbert Nigbur kamen nicht zum Einsatz, ebenso wenig die Feldspieler Helmut Kremers und Hans-Josef Kapellmann.
Die deutsche Mannschaft zeigte einen technisch sauberen, jedoch nicht hochklassigen Fußball. Im Vergleich zu der Mannschaft, die 1972 in Belgien Europameister geworden war, konnte sie in spielerischer Hinsicht nicht mehr in gleicher Weise brillieren, war im kämpferischen Bereich jedoch stark. So standen beim Weltmeister 1974 insbesondere ab der zweiten Finalrunde vor allem Kampfkraft, Entschlossenheit und Siegeswillen im Vordergrund.
Die Stärke der Mannschaft lag in der Defensive. Sicherer Rückhalt war Sepp Maier, der sich im Laufe des Turniers zum damals wohl besten Torhüter der Welt entwickelte. Davor stand eine Abwehr, die gleichermaßen dafür verantwortlich war, Tore zu verhindern, einzuleiten und zu erzielen. Hier harmonierten die Stars Paul Breitner und Franz Beckenbauer mit den „Arbeitern“ Berti Vogts und Georg Schwarzenbeck. Dabei war Beckenbauer mit seiner spielerischen Eleganz und dem perfekten Stellungsspiel die zentrale Figur. Breitner war zäher Verteidiger, der sich in die Offensive einschaltete und nach Gerd Müller die meisten Tore für die deutsche Mannschaft erzielte. Hinzu kamen der als bester Verteidiger des Turniers geltende Berti Vogts und Georg Schwarzenbeck, der sich von Spiel zu Spiel steigerte und Franz Beckenbauer den Rücken frei hielt, wenn sich dieser in das Aufbauspiel einschaltete.
Das Mittelfeld der deutschen Mannschaft, die bei der Weltmeisterschaft 1974 mit einem 4-3-3-System antrat, war der Dreh- und Angelpunkt des Spiels. Hier konkurrierten Wolfgang Overath und Günter Netzer um die Position des Spielmachers. Overath setzte sich schließlich knapp vor Netzer durch, für den die Weltmeisterschaft daraufhin enttäuschend verlief, da er nur 20 Minuten zum Einsatz kam. Neben Regisseur Overath agierten seine Helfer Uli Hoeneß und Rainer Bonhof, der jüngste Spieler der Mannschaft und eine der großen Entdeckungen des WM-Turniers. Im Angriff ist vor allem Gerd Müller zu erwähnen, der vier der 13 westdeutschen Tore erzielte – darunter das entscheidende 2:1 im Endspiel. Die beiden Außenstürmer waren die Positionen, auf denen Bundestrainer Helmut Schön am längsten brauchte, um sie schließlich zu besetzen. Insgesamt setzte er hier fünf verschiedene Spieler ein. Nachdem die WM mit Jürgen Grabowski auf rechts begann, übernahm Bernd Hölzenbein diese Rolle gegen Jugoslawien und Schweden. Im Finale spielte Hölzenbein auf links, wo sich vorher glücklos Jupp Heynckes (verletzte sich gegen Australien im zweiten Spiel), Heinz Flohe und Dieter Herzog versucht hatten.
Gleich nach dem Endspiel zeigte sich, dass eine Ära im westdeutschen Fußball zu Ende gegangen war. Beim abschließenden Festbankett kam es zum Eklat, da die Frauen der Spieler, im Gegensatz zu denen der Funktionäre, keinen Zutritt erhielten. Einige Spieler, darunter Müller und Overath, erklärten empört ihren Rücktritt aus der Nationalelf. Andere wie Beckenbauer, Hoeneß oder Vogts blieben der Nationalmannschaft erhalten und bestritten noch die EM 1976 beziehungsweise die WM 1978, wobei weder der Europa- noch der Weltmeistertitel verteidigt werden konnte. Helmut Schön hatte ursprünglich mit der WM im eigenen Land seine Trainerkarriere beenden wollen, machte dann jedoch weiter. Nach dem wenig glücklich verlaufenen Turnier 1978 in Argentinien übergab er sein Amt schließlich an Jupp Derwall.
Für den Gewinn des Weltmeistertitels erhielt jeder Akteur 60.000 Mark und einen VW Käfer. Im Vorfeld hatte es um die Höhe der Prämie heftigen Streit gegeben. Nachdem bekannt wurde, dass die Italiener für den WM-Erfolg umgerechnet 120.000 Mark erhalten sollten, forderten die DFB-Nationalspieler zunächst 100.000 Mark, später 75.000 Mark von ihrem Verband, der allerdings nur 30.000 Mark anbot. Nachdem es beinahe zur Abreise einiger Spieler gekommen war, einigte sich der DFB mit den Spielern schließlich auf den später ausgeschütteten Betrag.

### Ehrungen der Finalisten
In Westdeutschland wurden die Nationalmannschaft zur Mannschaft des Jahres und Franz Beckenbauer zum Fußballer des Jahres gewählt. Johan Cruyff wurde Europas Fußballer des Jahres (hier wurde Franz Beckenbauer Zweiter und Kazimierz Deyna Dritter) sowie in den Niederlanden zum Sportler des Jahres gewählt.

## Stars
Ein offizielles All-Star-Team der wertvollsten Spieler eines Turniers wurde erstmals bei der Weltmeisterschaft 2002 in Japan und Südkorea gewählt. Für die Zusammenstellung der besten Spieler der WM 1974 in der Bundesrepublik Deutschland sind daher keine zweifelsfreien Kriterien anzulegen. Bei der Betrachtung der Stars der Weltmeisterschaft 1974 werden meist folgende Spieler genannt:
| Torhüter                                | Abwehr                                                                                 | Mittelfeld                                                                                     | Stürmer                                                                                         |
| --------------------------------------- | -------------------------------------------------------------------------------------- | ---------------------------------------------------------------------------------------------- | ----------------------------------------------------------------------------------------------- |
| Sepp Maier Ronnie Hellström Enver Maric | Franz Beckenbauer Berti Vogts Ruud Krol Paul Breitner Francisco Marinho Elías Figueroa | Johan Neeskens Wolfgang Overath Kazimierz Deyna Branko Oblak Carlos Babington Roberto Rivelino | Johan Cruyff Grzegorz Lato Robert Gadocha Gerd Müller Jairzinho René Houseman Jürgen Sparwasser |

Als die beiden größten Stars des Turniers kristallisierten sich während des Verlaufs der Spiele der Niederländer Johan Cruyff und der Deutsche Franz Beckenbauer heraus. Beide waren die Führungsspieler ihrer Mannschaft, dirigierten und formten das Spiel. Während Beckenbauer den Spielaufbau als Libero aus der Abwehr heraus organisierte und dabei vor allem mit langen Pässen, Kopfbällen sowie seiner Spielübersicht und Zweikampfstärke brillierte, befand sich Cruyff mit seinen Stärken bei Kurzpassspiel, Dribblings, Schnelligkeit und Torgefahr vor allem im Angriffszentrum seiner Mannschaft.
Die FIFA ermittelte einige Jahre später per Internet-Abstimmung nachträglich den besten jungen Spieler für die Weltmeisterschaften 1958 bis 2002. Für 1974 wurde Władysław Żmuda gewählt, der mit 20 Jahren erstmals an der WM teilnahm.

## Beste Torschützen
Torschützenkönig der Weltmeisterschaft wurde mit Grzegorz Lato ein Spieler, den vor dem Turnier niemand auf der Rechnung hatte. Der pfeilschnelle Rechtsaußen, der beim polnischen Olympiasieg 1972 nur auf der Reservebank saß und bei der WM in Deutschland lediglich als Ersatz für den ausgefallenen Włodzimierz Lubański eingesetzt wurde, hatte mit seinen sieben Treffern einen wesentlichen Anteil am dritten Platz der Polen. So erzielte er neben seinen vier Treffern in der ersten Finalrunde jeweils ein Tor bei den Zweitrundenspielen gegen Schweden und Jugoslawien sowie das entscheidende 1:0 im Spiel um Platz drei.
| Rang | Spieler          | Tore |
| ---- | ---------------- | ---- |
| 1    | Grzegorz Lato    | 7    |
| 2    | Johan Neeskens   | 5    |
|      | Andrzej Szarmach | 5    |
| 4    | Ralf Edström     | 4    |
|      | Gerd Müller      | 4    |
|      | Johnny Rep       | 4    |
| 7    | Dušan Bajević    | 3    |
|      | René Houseman    | 3    |
|      | Kazimierz Deyna  | 3    |
|      | Johan Cruyff     | 3    |
|      | Rivelino         | 3    |
|      | Paul Breitner    | 3    |

| Rang | Spieler          | Tore |
| ---- | ---------------- | ---- |
| 13   | Stanislav Karasi | 2    |
|      | Héctor Yazalde   | 2    |
|      | Emmanuel Sanon   | 2    |
|      | Joe Jordan       | 2    |
|      | Joachim Streich  | 2    |
|      | Wolfgang Overath | 2    |
|      | Ivica Šurjak     | 2    |
|      | Roland Sandberg  | 2    |
|      | Jairzinho        | 2    |

Darüber hinaus gab es 29 Spieler mit einem Treffer. Hinzu kamen drei Eigentore.

## Organisation und Umfeld

### Organisationskomitee
Zur Planung von Ablauf und Durchführung der Weltmeisterschaft 1974 wurde ein WM-Organisationskomitee eingesetzt, dessen Hauptquartier sich in der Otto-Fleck-Schneise am Stadtrand von Frankfurt befand. Präsident des OK war der spätere DFB-Chef Hermann Neuberger.
Pressechef des Organisationskomitees war Wilfried Gerhardt, der für die Medienarbeit und Betreuung der Journalisten zuständig war. Vervollständigt wurde das Team durch den Protokollchef Hartmut Nevries sowie den Verantwortlichen für die Stadien und die Betreuung der Schiedsrichter, Hans Lang.
Für die Organisation der Eröffnungsfeier im Frankfurter Waldstadion und der Schlussfeier vor dem Münchener Finale zeigte sich Arno Scheurer verantwortlich. Der offizielle Stadionsprecher der Fußball-Weltmeisterschaft war ZDF-Redakteur Helmuth Bendt.

### Visuelles Erscheinungsbild

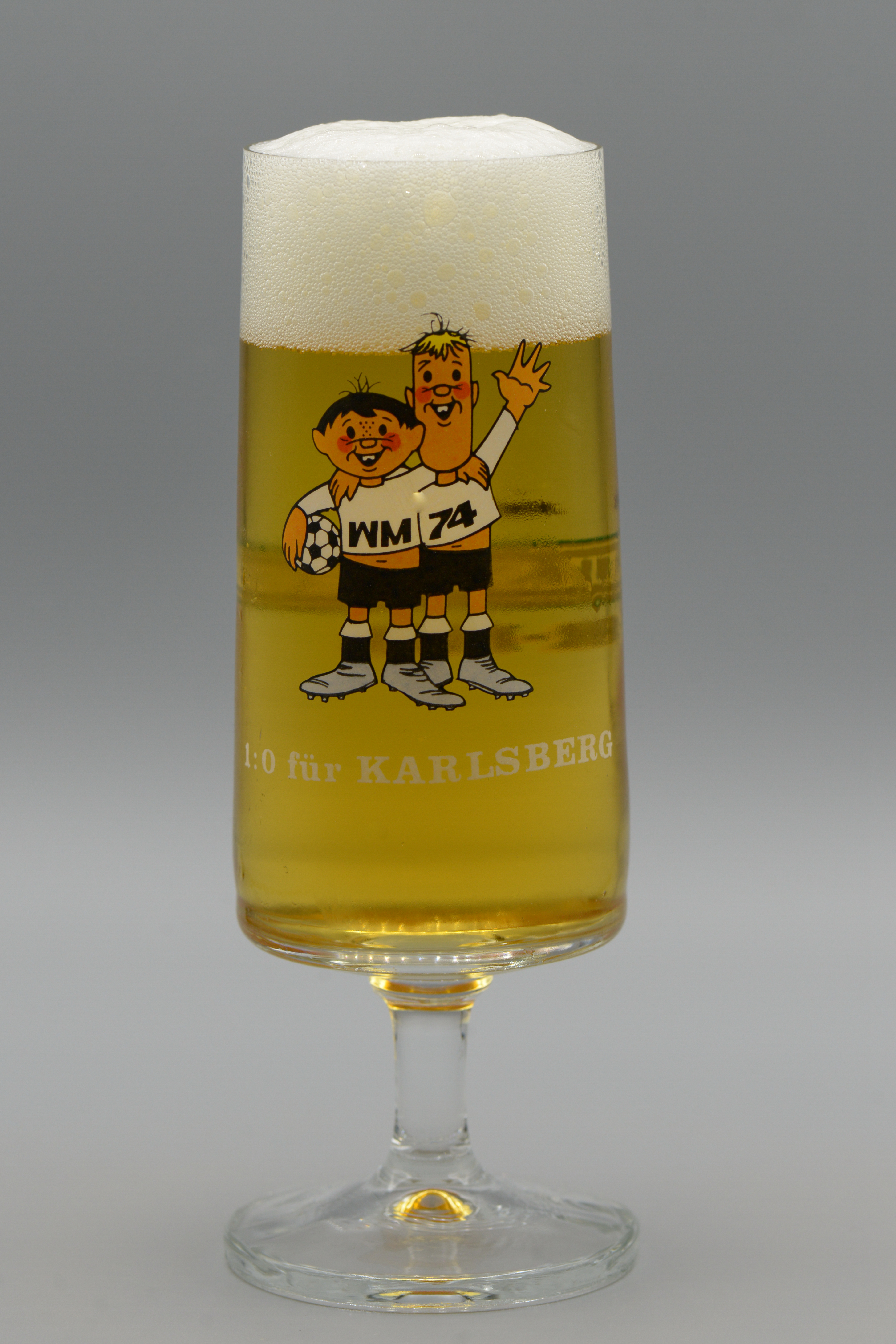
Tip und Tap auf einem Bierglas der Karlsberg-Brauerei

Das Logo der Fußball-Weltmeisterschaft von 1974 stellte einen stilisierten rollenden Fußball dar, unter dem der Schriftzug „WM 74“ stand.
Nach World Cup Willie bei der WM 1966 und Juanito in Mexiko 1970 gab es zum dritten Mal bei einer Weltmeisterschaft ein Maskottchen. Dabei handelte es sich um Tip und Tap, zwei lachende kleine Jungen mit roten Bäckchen und Hasenzähnchen im schwarzweißen DFB-Dress, auf denen „WM 74“ zu lesen war. Der kleinere der beiden war der schwarzhaarige Tip, der einen Fußball unter dem Arm trug. Sein Kumpel Tap – der sich weitaus schlechter als Tip verkaufte – war blond, mit einem fröhlichen Winken. Der Name der Maskottchen ging auf das bei Kindern verwendete Auswahlverfahren Tip-Tap vor einem Fußballspiel zurück, wobei abwechselnd ein Fuß vor den anderen gesetzt wird und derjenige, der zuerst den Fuß des Gegners berührt, als erster die Mannschaftsmitglieder wählen darf.
Die vom Saarbrücker Grafiker Horst Schäfer geschaffenen Maskottchen waren sehr beliebt und wurden im Umfeld der Fußball-Weltmeisterschaft 1974 weitreichend vermarktet. So gab es beispielsweise Tip und Tap als Plüschfiguren oder Schlüsselanhänger. Zudem fand sich das Abbild der Maskottchen auf Krawatten, Kinderschlafanzügen, Bierkrügen, Senfgläsern sowie anderen Konsumartikeln wieder.

### Sicherheit
Die Weltmeisterschaft 1974 stand vor dem Hintergrund terroristischer Bedrohungen, wie der Geiselnahme und Ermordung israelischer Athleten 1972 bei den Olympischen Spielen von München, unter strengen Sicherheitsvorkehrungen. Nach Drohungen der Rote Armee Fraktion, einen Raketenanschlag auf das Hamburger Volksparkstadion zu verüben, und der Ankündigung eines Mordanschlages der Irisch-Republikanischen Armee auf schottische Nationalspieler beschrieben die Sicherheitskräfte die Vorbereitungen wie folgt: „Das Massaker von München hat das Bewusstsein verändert, es gibt jetzt nichts mehr, was nicht für möglich gehalten wird.“ Aus diesem Grund wurden im Vorfeld der Weltmeisterschaft Planspiele durchgeführt, um insgesamt 20 Alarmfälle, darunter Anschläge von Extremisten, Geiselnahmen von Angehörigen der deutschen Nationalspieler und Krawalle in Stadien, zu proben.
Die Quartiere der 16 Mannschaften wurden besonders geschützt und glichen bewaffneten Festungen. Besonderen Schutz genoss die Auswahl der DDR nach einer Bombendrohung, als sie während der zweiten Finalrunde nach Ratingen bei Düsseldorf umgezogen war. Auch die Mannschaft Chiles, die wegen der Militärjunta in ihrem Heimatland starken Protesten ausgesetzt war, wurde in ihrem von Stacheldraht und Polizei umgebenen Quartier im Berliner Schloss Glienicke stark bewacht.
Vor den Stadien selbst, deren Ränge mit Kameras überwacht wurden, fanden erstmals stichprobenartige Leibesvisitationen statt, um das Einbringen von Angriffsgegenständen zu verhindern. Unter die Stadionzuschauer wurden, beispielsweise in Hannover, rund 900 Ordner und 600 Polizisten gemischt, sodass bei einem ausverkauften Spiel eine Sicherheitskraft auf 40 Zuschauer kam.
Ebenfalls unter besonderen Sicherheitsvorkehrungen standen die Spielbesuche Prominenter wie US-Außenminister Henry Kissinger, Fürst Rainier von Monaco oder Bundeskanzler Helmut Schmidt. Hier wurden zum Personenschutz gepanzerte Wagen sowie Hundertschaften von Polizisten mit Maschinenpistolen eingesetzt. Da eine Gefährdung jedoch trotz der Sicherheitsmaßnahmen nicht auszuschließen war, folgte dem gepanzerten Mercedes-Benz 600 von Bundespräsident Gustav Heinemann beim Besuch des Eröffnungsspiels unmittelbar ein fahrbarer Operationssaal. Ein zu großes Risiko war den Verantwortlichen der geplante Besuch des jugoslawischen Staatschefs Tito, der daraufhin abgesagt wurde.

### Schiedsrichter

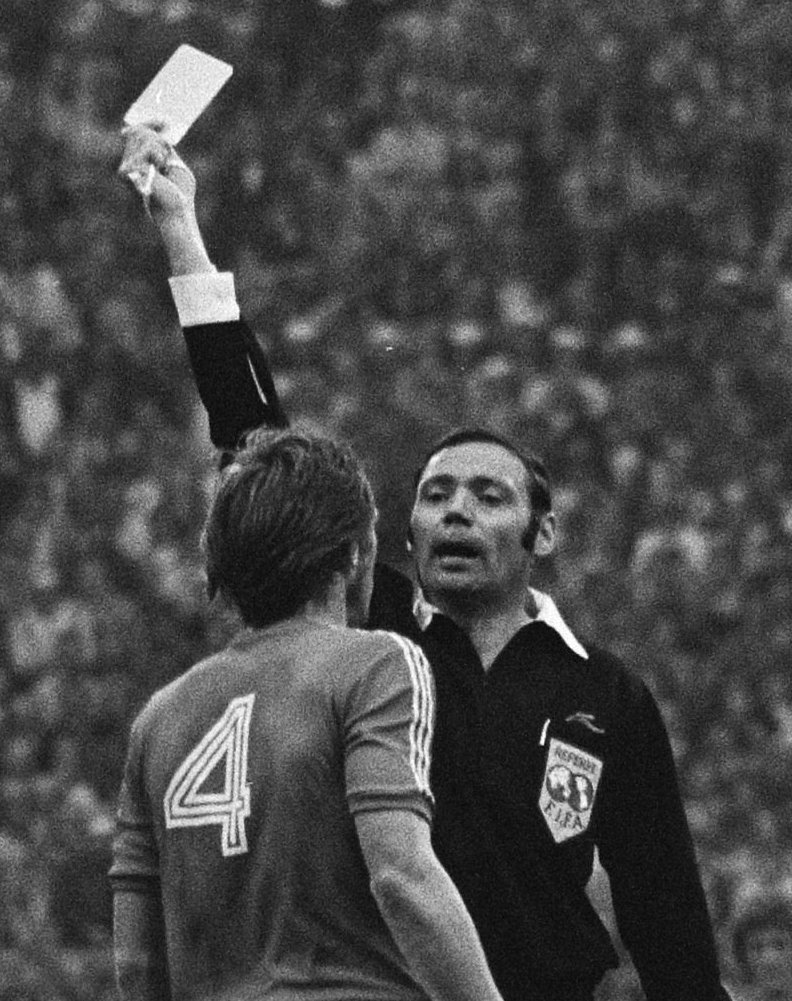
Der kanadische Schiedsrichter Werner Winsemann verwarnt den schwedischen Mannschaftskapitän Björn Nordqvist

Bereits im Februar 1974 wurden von der Schiedsrichterkommission der FIFA die 30 Schiedsrichter ausgewählt, die später die 38 WM-Spiele leiteten und dabei sowohl als Schieds- wie auch als Linienrichter fungierten. Hinzu kamen vier weitere Unparteiische des DFB, die jedoch nur als Linienrichter eingesetzt wurden. Die 34 Auserwählten trafen sich bereits eine Woche vor dem Eröffnungsspiel in Frankfurt am Main, wo sie gemeinsam im Esso-Motor-Hotel untergebracht waren. In der Vorbereitung wurden vor allem theoretische Schulungen durchgeführt, um eine einheitliche Regelauslegung zu erreichen.
Die in den einzelnen Begegnungen eingesetzten Unparteiischen wurden von der FIFA-Schiedsrichterkommission erst ein bis zwei Tage vor jedem Spiel festgelegt, womit das Schiedsrichtergespann vor möglichen Beeinflussungen bewahrt werden sollten. Zum anderen bot dieses Vorgehen die Möglichkeit, einen Spielleiter bei schlechten Leistungen relativ unauffällig zu ersetzen.
Die Leistungen der Unparteiischen während des Turniers wurden überwiegend gut bewertet. Sie arbeiteten konsequent und unauffällig, sodass sich die Veranstaltung positiv von früheren Weltmeisterschaften unterschied. Es entwickelte sich ein Trend zum härteren Durchgreifen der Unparteiischen, was sich in einer bis dahin nicht gekannten Anzahl von Verwarnungen und Platzverweisen widerspiegelte. So wurden, nachdem bei der Weltmeisterschaft 1970 in Mexiko kein einziger Spieler die rote Karte zu sehen bekam, 1974 bereits in der ersten Finalrunde vier Spieler vom Platz verwiesen. Zudem gingen die Schiedsrichter erstmals mit deutlicher Härte gegen Spielverzögerungen vor.

### Unterkünfte und Transport

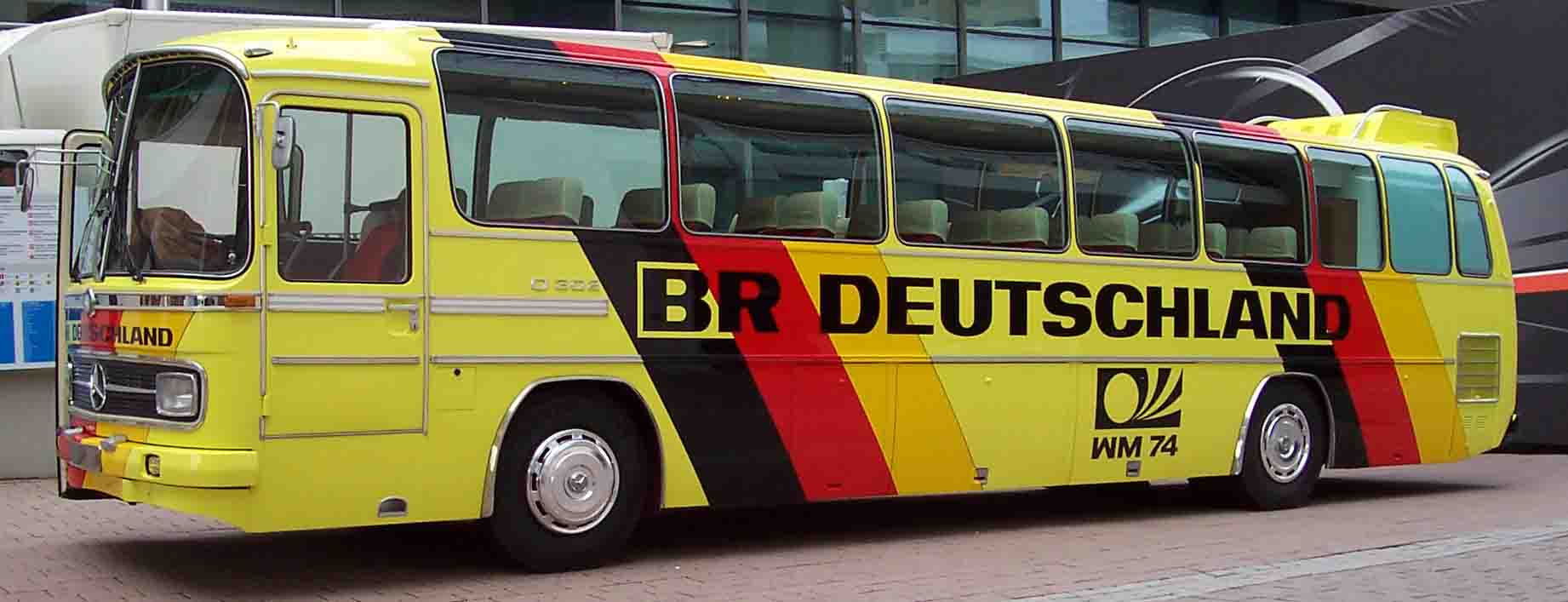
Offizieller Bus der bundesdeutschen Nationalmannschaft bei der WM 1974 (Replik)

Die Ansprüche der Teilnehmer an ihre Unterkunft waren recht unterschiedlich. So richtete sich die niederländische Mannschaft nahe der eigenen Landesgrenze im Waldhotel Krautkrämer in Hiltrup (heute Stadtteil von Münster) ein. Die Brasilianer zog es auf das Herzogenhorn, einen Berg im Schwarzwald, Italien in das Schlosshotel Monrepos bei Ludwigsburg, die DDR in ein Sporthotel in Quickborn bei Hamburg und Jugoslawien in die ehemalige Sommerresidenz der Rothschilds – das Hotel Sonnenhof in Königstein im Taunus. Die Schotten fanden ihr Quartier im Sporthotel Erbismühle in Weilrod, Polen im Hotel Sonne-Post in Murrhardt bei Stuttgart. Spartanischer waren die Mannschaften aus Uruguay in der Sportschule Duisburg-Wedau sowie Haiti in der Sportschule Grünwald bei München untergebracht.
Das DFB-Team war vier Wochen vor Beginn der Weltmeisterschaft in der Sportschule Malente in Schleswig-Holstein untergebracht. Nach der Vorrunde wohnte sie in einer Sportschule in der Nähe von Duisburg und vor dem Endspieltag in Grünwald bei München.
Mercedes-Benz stellte jeder Nationalmannschaft einen Omnibus in entsprechender Lackierung mit den Landesfarben zur Verfügung. Die DDR hatte ihren Bus zunächst nicht angenommen, weil Hammer und Zirkel fehlten. Durch die massive Intervention der ostdeutschen Delegation wurde das Nationalsymbol der DDR schließlich doch noch angebracht. Ein Nachbau des westdeutschen Exemplars wurde auf der IAA 2005 in Frankfurt am Main vorgestellt. Er ist im Mercedes-Benz Museum in Stuttgart-Bad Cannstatt zu besichtigen.

### Finanzierung
Der Etat für die Organisation der Fußball-Weltmeisterschaft 1974 durch den Weltverband FIFA als Veranstalter und dem Deutschen Fußball-Bund als seinem Organisator betrug rund 80 Millionen DM. Die Finanzierung der Summe trug sich selbst, sodass anders als beim Bau der Stadien – für den die öffentlichen Haushalte rund 238 Millionen DM aufbrachten – die Organisation des Großereignisses selbst ohne eine Finanzierung aus Steuermitteln auskam.
Auf der Erlösseite standen an erster Stelle rund 30 Millionen Mark, die aus dem Verkauf der Eintrittskarten umgesetzt wurden. Die nächsten großen Einnahmeposten waren 18 Millionen Mark aus Fernsehhonoraren sowie 20 Millionen Mark aus der Bandenwerbung in den Stadien. Hinzu kamen etwa 12 Millionen Mark an Gebühren durch Lizenzvergaben unterschiedlichster Art, beispielsweise für WM-Schallplatten und Bücher, das WM-Emblem sowie die WM-Maskottchen Tip und Tap. Außerdem erzielten die Veranstalter noch weitere Einnahmen wie einen Fünfprozentanteil an der Glücksspirale oder einen Achtprozentanteil, den die FIFA aus sämtlichen Spielen erhielt, die die 16 Teilnehmer vier Wochen vor und vier Wochen nach der WM austrugen.
Sämtliche Einnahmen kamen in einen gemeinsamen Topf, aus dem zunächst alle Aufwendungen bestritten wurden. Hierzu zählten der Organisations- und Verwaltungsapparat sowie die Kosten für Funktionäre, Schiedsrichter und vor allem für die 16 Mannschaften. So erhielt jeder teilnehmende Verband Reisekosten für 25 Personen sowie 3000 Mark für Unterkunft und Verpflegung, beginnend vier Tage vor seinem ersten bis zwei Tage nach seinem letzten Spiel. Der verbliebene Gewinn von rund 40 Millionen Mark nach Steuern wurde anhand eines festgelegten Schlüssels aufgeteilt. 65 Prozent des Betrags gingen mit einem Anteil, der sich nach dem jeweiligen Zuschauerzuspruch errechnete, an die Teilnehmerverbände, 10 Prozent an die FIFA und 25 Prozent an den DFB, der somit einen eigenen Gewinn von 10 Millionen Mark verbuchen konnte.

### Zuschauer und Stadien

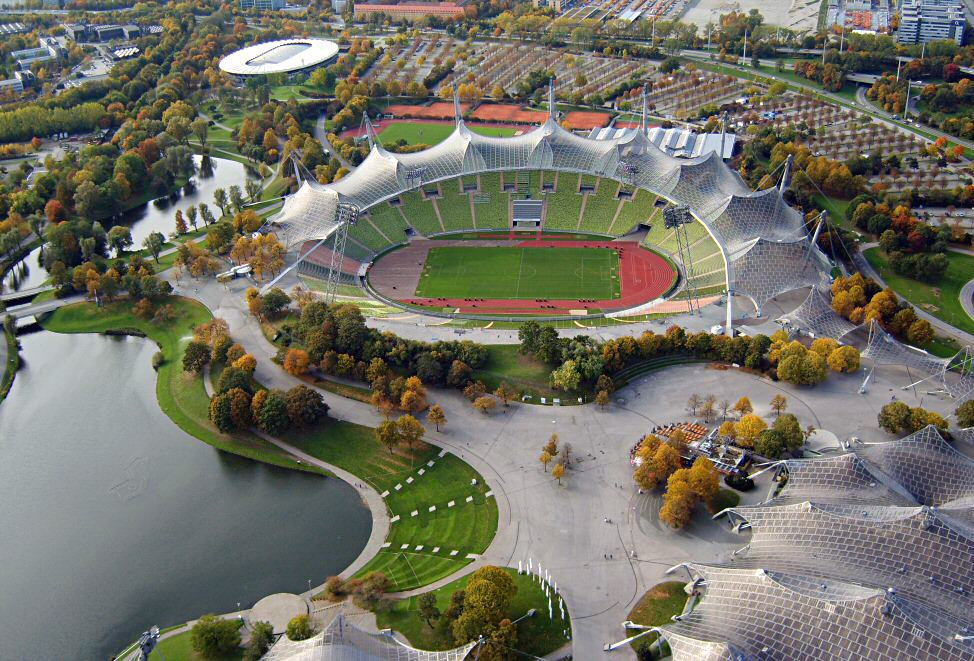
Das Olympiastadion in München war Austragungsort des Endspiels

Im Vorfeld der Weltmeisterschaft wurden die Stadien, in denen die Spiele stattfanden, umgebaut oder neu errichtet. Obwohl große Teile der Tribünen seinerzeit nicht überdacht waren und sich die angebotenen Zuschauerplätze überwiegend auf den Stehrängen befanden, gehörten die westdeutschen Stadien damals zu den modernsten der Welt. Insgesamt wurden die 38 Endrundenspiele in den neun Stadien von rund 1,77 Millionen Zuschauern verfolgt. Der größte Teil der Begegnungen war somit nicht ausverkauft, sodass vor Beginn der einzelnen Spiele eine Karte an der Stadionkasse gekauft werden konnte. Die Ticketpreise der Weltmeisterschaft 1974 lagen zwischen 10 und 80 Mark.
Die meisten Zuschauer kamen zu den Spielen der gastgebenden deutschen Mannschaft und zu denen der Niederländer, davon viele, die den kurzen Anfahrtsweg aus dem Nachbarland nutzten. Auch die Spiele der italienischen und jugoslawischen Mannschaft in der Vor- und Zwischenrunde waren gut besucht, da viele in Deutschland lebende Gastarbeiter aus diesen Ländern die Gelegenheit nutzten, um ihre Mannschaft zu unterstützen, auch wenn es nicht zum Weiterkommen reichte. Da viele Westdeutsche mit dem Gruppensieg der westdeutschen Mannschaft gerechnet und sich daher im Vorfeld schon Karten für die entsprechenden Spiele der zweiten Finalrunde gekauft hatten, waren die Spiele der DDR-Mannschaft in der zweiten Finalrunde nahezu ausverkauft. Beim letzten, bedeutungslosen Spiel gegen Argentinien kamen, obwohl 53.000 Karten verkauft worden waren, nur circa 20.000 Zuschauer ins Stadion.
Für die damalige Zeit üblich, aber im Gegensatz zur ebenfalls in Deutschland ausgetragenen WM 2006 fehlten die Fanmassen, was auch daran lag, dass für die Fans der drei Mannschaften aus dem damaligen Ostblock (Bulgarien, DDR und Polen) noch Reisebeschränkungen galten und die Kosten für viele zu hoch waren. Dagegen fehlten mit England und Frankreich Mannschaften aus wirtschaftlich weiter entwickelten Ländern, stattdessen nahmen mit Haiti und Zaire zwei Mannschaften aus wirtschaftlich schwachen Ländern teil. Da zudem die WM in eine Schlechtwetterphase fiel und die meisten Stadienplätze noch nicht überdacht waren, blieben zahlreiche neutrale Zuschauer des Gastgeberlandes aus, denn viele Spiele waren nicht attraktiv genug, um sie trotz unsicherer Witterung zu besuchen. So besuchten das Spiel Australien gegen Chile gerade einmal 16.000 Zuschauer. Die Auslastung des Berliner Olympiastadions lag damit bei nur 19,4 Prozent.

### Berichterstattung
Neuheit der 1974 in der Bundesrepublik Deutschland stattfindenden 10. Weltmeisterschaft war die erstmalige Übertragung des gesamten Turniers im Farbfernsehen. Weltweit verfolgten rund 900 Millionen Fernsehzuschauer in 112 Ländern die Spiele. Keine Übertragungen gab es beispielsweise in der Sowjetunion und in China. Mit ihrem Verzicht protestierte die Moskauer Regierung vor dem Hintergrund des Militärputsches vom September 1973 gegen die Teilnahme Chiles.
Die weltweiten Übertragungsrechte verkaufte die FIFA für 18 Millionen Mark an die beiden deutschen Fernsehanstalten ARD und ZDF, die sie ihrerseits ins Ausland weiterverkauften. Die Kosten für den technischen Aufwand der Übertragungen beliefen sich auf rund 22 Millionen Mark, von denen ein Teil über die Vermietung von Fernsehstudios oder die Einrichtungen der Sprecherplätze zum Selbstkostenpreis an die angeschlossenen ausländischen Fernsehanstalten weitergegeben wurde. Als für die Durchführung der Fernseh- und Hörfunkproduktion offiziell verantwortliche Gesellschaft (host broadcaster) diente das „Deutsche Olympia-Zentrum Radio Television“ (DOZ), ein bereits im Vorfeld der weltweiten Rundfunkberichterstattung von den Olympischen Sommerspielen 1972 von ARD und ZDF gegründeter und gemeinsam geführter Zweckverband.
Die weltweiten Übertragungen begannen rund zehn Minuten vor dem Anpfiff des Spiels. Zunächst wurde – vor allem für die Zuschauer außerhalb Deutschlands – in einem drei Minuten dauernden Film die Stadt, in der das Spiel stattfand, porträtiert. Die letzte Einstellung des Films zeigte das jeweilige Stadion von außen, von dem mit Beginn der Live-Übertragung auf eine Gesamtsicht des nun vollen Stadions umgeschaltet wurde. Die restlichen sieben Minuten zeigten das Einlaufen der Mannschaften, das Abspielen der Nationalhymnen sowie die Platzwahl. Beim Spiel selbst gab es Bilder aus fünf Kamerapositionen: zwei Führungskameras an der Seitenmitte, je eine Kamera hinter den Toren und eine Kamera in Nähe der Trainerbänke.

## Fazit

Sondermarken der Deutschen Bundespost zur WM 1974: Die obere zeigt den Torwart Horst Wolter, die untere den Stürmer Uli Hoeneß; jeweils leicht verfremdet, da auf deutschen Briefmarken traditionsgemäß keine lebenden Persönlichkeiten abgebildet werden

Für die 10. Fußball-Weltmeisterschaft, die 20 Jahre nach dem Wunder von Bern in der Bundesrepublik Deutschland stattfand, erntete der Deutsche Fußball-Bund als Ausrichter großes Lob der FIFA-Verantwortlichen. So wurde die Weltmeisterschaft in Westdeutschland als ein gutes Turnier erlebt, das die Erwartungen erfüllte. Der scheidende FIFA-Präsident Sir Stanley Rous würdigte die Spiele in allen neun Städten als Erfolg. Kein vorangegangenes WM-Turnier erbrachte so hohe Einnahmen wie die WM 1974, sodass die wirtschaftlich gesteckten Ziele erreicht wurden.
Im Gegensatz zu den „fröhlichen Spielen von München“ zwei Jahre vorher wurde die Weltmeisterschaft 1974 als eher nüchtern und unterkühlt empfunden. Kritiker sprachen von einer nahezu „vollsterilisierten WM […], deren Mannschaften hinter Stacheldraht […] und verrammelten Hoteltüren lebten.“ Verantwortlich hierfür waren die vor dem Hintergrund terroristischer Bedrohungen getroffenen extremen Sicherheitsmaßnahmen, die für einen friedlichen Verlauf der Veranstaltung sorgten.
Ebenfalls zur eher tristen Atmosphäre des Turniers trug der verregnete Sommer im Jahr 1974 bei. Bereits zur Eröffnungsfeier begann eine Regenperiode, die im Regenspiel Bundesrepublik Deutschland gegen Polen in der zweiten Finalrunde gipfelte und erst kurz vor dem Endspiel – das bei strahlendem Sonnenschein ausgetragen wurde – endete. In diesem Zusammenhang steht auch der teilweise schwache Zuschauerzuspruch. Trotz einer Gesamtauslastung der Stadien von rund 73 Prozent – was einen neuen Rekord bei einer Fußball-Weltmeisterschaft darstellte – waren viele Spiele schlecht besucht, sodass die Stimmung in den Stadien unter den leeren Rängen litt.

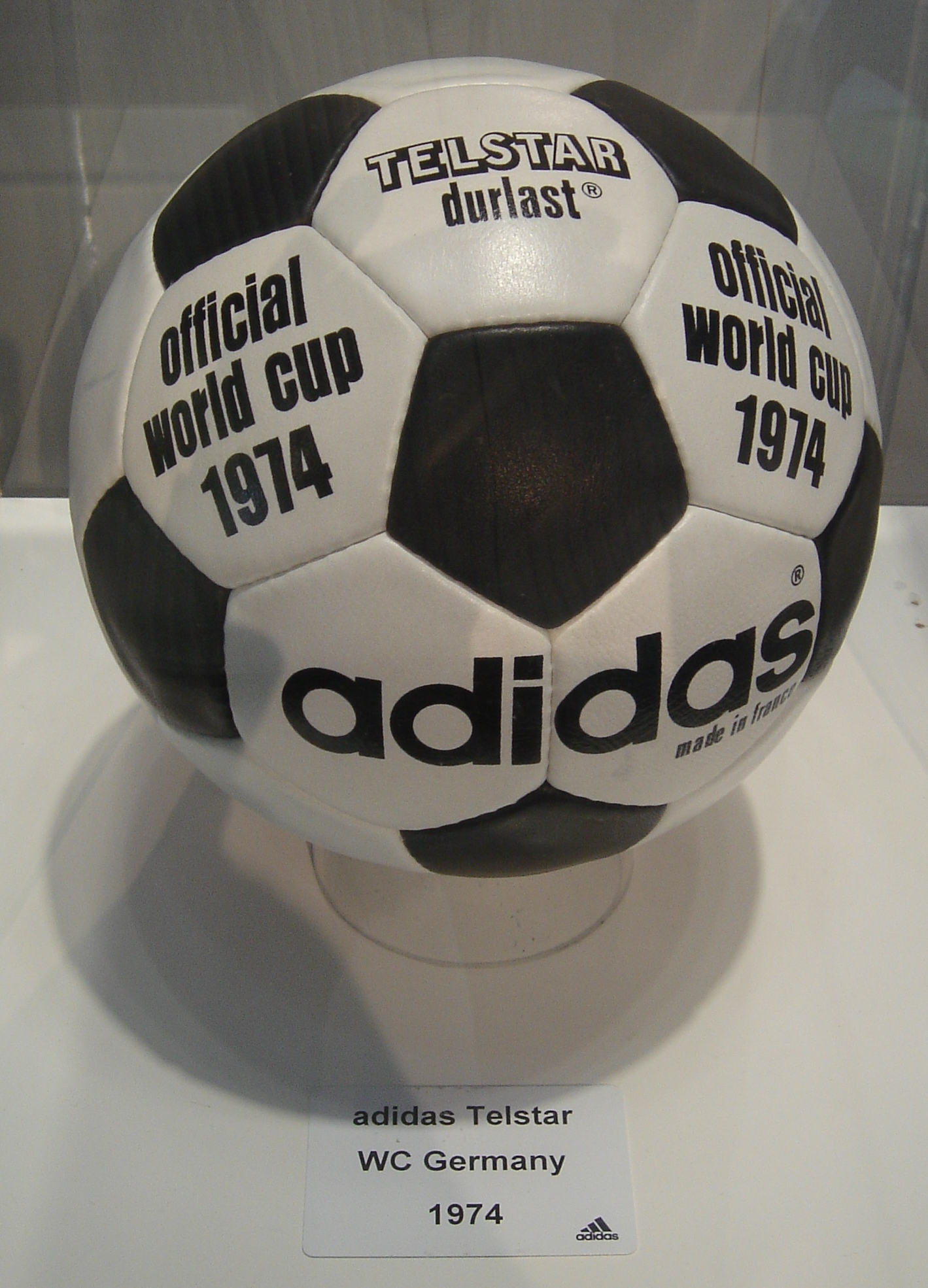
Telstar – der offizielle Fußball der Weltmeisterschaft 1974

Sportlich wurde die Weltmeisterschaft 1974 in der Bundesrepublik Deutschland differenziert bewertet. Experten waren sich einig, dass das Turnier spielerisch ein Rückschritt gegenüber der WM 1970 war. Andererseits waren die Spieler athletischer und flexibler auf ihren Positionen geworden. Mit nur 2,55 Toren pro Spiel brachte die Weltmeisterschaft 1974 einen neuen Minusrekord. Noch nie waren im Schnitt so wenige Tore gefallen.
Die größte Sensation des Turniers war – neben der Niederlage der westdeutschen Mannschaft gegen die DDR – das Ausscheiden von Vizeweltmeister Italien in der Vorrunde. Auch die südamerikanischen Mannschaften enttäuschten. Erfreuliche Ausnahme war lediglich die Mannschaft Argentiniens, die in der Vorrunde mit die schönsten Spiele lieferte, in der zweiten Finalrunde jedoch chancenlos war. Schon früh während des Turniers wurde klar, dass der als einer der größten Turnierfavoriten angesehene Titelverteidiger Brasilien nicht mehr die Klasse hatte, die vier Jahre zuvor die Fußballwelt begeisterte. In der zweiten Finalrunde kam das Aus als Gruppenzweiter hinter den Niederländern, allerdings nur aufgrund des schlechteren direkten Vergleichs. Die „Seleção“ spielte nur noch um Platz drei. Doch selbst Rang drei war den einstigen Zauberern vom Zuckerhut nicht vergönnt, da die begeisternden Polen das kleine Finale für sich entschieden.
Spielerische Glanzpunkte des Turniers setzte vor allem die Mannschaft der Niederlande, die mit Spielern wie Johan Cruyff, Johan Neeskens oder Johnny Rep bereits vor dem Turnier zu den Favoriten gehörte. Mit ihrem als totaalvoetbal oder Fußball total bezeichneten Konzept revolutionierte die niederländische Mannschaft der WM 1974 um Bondscoach Rinus Michels den Fußball der kommenden Jahre. Bei dem von Individualität und Kreativität geprägten 4-3-1-2-Spielsystem schalteten sich alle zehn Feldspieler in Angriff und Verteidigung ein. Verließ ein Spieler seine Position, rückte sofort ein anderer nach. Niemand war an seine Position gebunden, Abwehrspieler gingen in den Sturm, Stürmer halfen in der Defensive aus. So begeisterte die niederländische Mannschaft die Zuschauer und stürmte bis ins Endspiel.
Weltmeister 1974 wurden jedoch andere. Zum zweiten Mal in der Geschichte gewann eine Mannschaft, die im Turnier einmal geschlagen wurde – und zum zweiten Mal hieß diese Mannschaft Deutschland. Wie bei der WM 1954, als diese in der Vorrunde gegen Ungarn verlor und schließlich dennoch Weltmeister wurde, zeigte die deutsche Nationalelf, dass sie eine typische „Turniermannschaft“ ist, die sich von Spiel zu Spiel steigern kann. So wuchsen die Spieler erst im Verlauf des Turniers zu einer Mannschaft zusammen. Maßgeblichen Anteil hieran hatte Franz Beckenbauer, der neben seinen weltweit anerkannten Leistungen auf dem Spielfeld auch außerhalb des Platzes Verantwortung übernahm.
Trotz der unveränderten Dominanz von Südamerikanern und vor allem Europäern markierte das Turnier in der Bundesrepublik Deutschland den Beginn einer Wende in der Geschichte der FIFA und des Weltturniers. Zwar war die Bilanz der teilnehmenden „Fußball-Entwicklungsländer“ Zaire, Australien und Haiti mit einem Remis, acht Niederlagen und 2:33 Toren sportlich noch enttäuschend, jedoch wurden im Vorfeld der Weltmeisterschaft mit der Wahl des Brasilianers João Havelange zum ersten nichteuropäischen Präsidenten der FIFA die Weichen für die Zukunft gestellt. Bereits zum Zeitpunkt der WM 1974 bildeten die Länder außerhalb der traditionellen WM-Säulen Europa und Lateinamerika die Mehrheit der FIFA-Mitglieder. Die von Havelange im Wahlkampf eingeschlagene Strategie trug dieser Tatsache Rechnung. Er versprach den „Fußball-Entwicklungsländern“ eine Verdopplung der nichtamerikanischen sowie nichteuropäischen Präsenz beim Weltturnier, Hilfe beim Bau und der Modernisierung von Stadien, technische und medizinische Unterstützung sowie Maßnahmen zur Verbesserung der Qualität des dortigen Fußballs. Vor allem dies wird als Grund für die Wahl Havelanges angesehen, für dessen Wahl schließlich in erster Linie die Stimmen der Verbände Afrikas und Asiens ausschlaggebend waren. Die 1974 begonnene Entwicklung führte bei der Weltmeisterschaft 1982 in Spanien zu einer Aufstockung des Teilnehmerfeldes auf 24 und der versprochenen Verdopplung der afrikanischen, asiatischen sowie nord- und mittelamerikanischen Startplätze. Mit dem erstmaligen Erreichen eines Viertelfinales durch eine afrikanische Mannschaft, nämlich Kamerun, bei der WM 1990 in Italien etablierten sich die früheren „Exoten“ endgültig als ernstzunehmender Bestandteil der Fußball-Weltmeisterschaften.

## Bemerkungen und Einzelnachweise
1. ↑  Bekanntgabe des Ausrichters der FIFA Fußball-Weltmeisterschaft (Memento vom 5. Juli 2018 im Internet Archive), fifa.com, englisch, PDF, abgerufen am 22. Januar 2025
2. 1 2  Dietrich Schulze-Marmeling: Die Geschichte der FIFA-Fußballweltmeisterschaft. (Memento vom 10. Februar 2009 im Internet Archive) In: Das Parlament, Nr. 19 vom 8. Mai 2006.
3. ↑  Harry Valérien: WM-Stadien 1974. In: Fußball 74 – Weltmeisterschaft. S. 166 f.
4. ↑  World Cup 1974 finals. rsssf.org (englisch)
5. ↑  Chile gegen UdSSR 1973: Das absurdeste Spiel der Fußballgeschichte. In: Der Spiegel, 28. Februar 2007.
6. ↑  Paul Doyle: The Joy of Six: football fiascos. In: The Guardian, 17. Januar 2014. (englisch)
7. ↑  Nur das Endspiel wird wiederholt. Kicker Sonderheft WM 74, S. 131.
8. ↑  Hardy Grüne: Fussball WM-Enzyklopädie. Agon-Verlag, ISBN 978-3-89784-380-6.
9. ↑  WM-Pokal. fifa.com, abgerufen am 22. Juni 2024.
10. ↑  Reglement FIFA Fußball-Weltmeisterschaft Südafrika 2010. In: fifa.com, 3. August 2007, abgerufen am 11. Juni 2018. (PDF, 467 kB)
11. ↑  Ulrike John: WM-Auslosung anno 1974. Die Zeit, 12. Oktober 2005, abgerufen am 11. Juni 2018.
12. ↑  Karl Adolf Scherer: Die Deutschen in einer Gruppe: Die Auslosung am 5. Januar 1974. In: Fußballweltmeisterschaft 1974. S. 114 ff.
13. ↑  Harry Valérien: Fernseh-Show im Dauerregen. In: Fußball 74 – Weltmeisterschaft. S. 24.
14. ↑  Steffen Haffner: Angestrengter Jubel nach einem selbstverständlichen Titel. WM-Serie:1974. Frankfurter Allgemeine Zeitung, 21. April 2006, abgerufen am 18. März 2018.
15. ↑  Stefan Karger: Spiel um dein Leben – Zaire bei der Weltmeisterschaft 1974. In: abseits.at, 30. Juli 2011.
16. ↑  Brazil -- Zaire, Football WC 1974. Video auf youtube.com, 7. November 2007.
17. ↑  Was there really a minute’s silence in the middle of a World Cup match? In: The Guardian, 25. November 2015. (englisch)
18. ↑  Harry Valérien: Fußball 74 – Weltmeisterschaft. S. 232 f.
19. ↑  Franz Beckenbauer: Die Nacht, als es um die Prämie ging. In: WM74. S. 30 f.
20. ↑  All-Star Team. sporting99.com, abgerufen am 31. Dezember 2013.
21. ↑  Wo die Nacht zum Tage wird… Kicker Sonderheft WM 74, S. 134.
22. ↑  Edgar Fuchs: Ein Polizist für 40 Zuschauer. In: Fußball 74 – Weltmeisterschaft. S. 168.
23. ↑  Edgar Fuchs: Ein Polizist für 40 Zuschauer. In: Fußball 74 – Weltmeisterschaft. S. 168 f.
24. ↑  Edgar Fuchs: Das Geheimnis der Männer in Schwarz. In: Fußball 74 – Weltmeisterschaft. S. 156 f.
25. ↑  Franz Beckenbauer: Die Quartiere: Brasilien ging auf den Berg, Italien zog ins Schloß. In: WM 74. S. 40 ff.
26. ↑  Das 100-Millionen-Spiel. Kicker Sonderheft WM 74, S. 62.
27. ↑  „Diese Deutschen können uns nie schlagen“. Der Spiegel, 24. Juni 1974, abgerufen am 11. Juni 2018.
28. ↑  Hennes Weisweiler: Konter mit letzter Kraft: Jugoslawische Tränen nach Polens Sieg. In: Fußballweltmeisterschaft 1974. S. 196.
29. ↑  Hennes Weisweiler: Glanztore vor Geisterkulisse: DDR und Argentinien spielten 1:1. In: Fußballweltmeisterschaft 1974. S. 208.
30. ↑  Harry Valérien: Chile scheiterte im Regen. In: Fußball 74 – Weltmeisterschaft. S. 40.
31. ↑  Thomas Soltau: Bunte Revolution auf Knopfdruck. In: stern.de, 25. August 2007.
32. 1 2  Live für Lima. In: Der Spiegel vom 13. Mai 1974, abgerufen am 29. August 2011.
33. ↑  Wir setzen jeden richtig ins Bild. Kicker Sonderheft WM 74, S. 128 f.
34. ↑  Harry Valérien: Fußball zwischen Zölibat und Sicherheitsnetz. In: Fußball 74 – Weltmeisterschaft. S. 21.
35. ↑  Der erhoffte Erfolg nach dramatischen Spielen. fussballdaten.de.
36. ↑  Ron Wijckmans: „Wollt ihr den totalen Fußball?“ – David gegen Goliath auf dem Spielfeld. uni-muenster.de/NiederlandeNet.
37. ↑  Für Geld und einen Käfer. Der Spiegel 16/2014, Rezension